# Heinrich Heine
Pour les articles homonymes, voir Heine.
Pour les autres membres de la famille, voir Famille Heine.
Christian Johann Heinrich Heine [ˈkʁɪsti̯an ˈjoːhan ˈhaɪnʁɪç ˈhaɪnə], né le 13 décembre 1797 à Düsseldorf, dans le duché de Berg, sous le nom de Harry Heine et mort le 17 février 1856 à Paris (8e arrondissement), sous le nom de Henri Heine, est un écrivain allemand du XIXe siècle.
Heine est considéré à la fois comme le « dernier poète du romantisme » et comme celui qui le surmonta. Il éleva le langage courant au rang de langage poétique, la rubrique culturelle et le récit de voyage au rang de genre artistique et conféra à la littérature allemande une élégante légèreté jusqu'alors inconnue. Peu d'œuvres de poètes de langue allemande ont été aussi souvent traduites et mises en musique que les siennes. Journaliste critique et politiquement engagé, essayiste, satiriste et polémiste, Heine fut aussi admiré que redouté. Ses origines juives ainsi que ses choix politiques lui valurent hostilité et ostracisme. Ce rôle de marginal marqua sa vie, ses écrits et l'histoire mouvementée de la réception de son œuvre.

## Biographie

### Jeunesse et années d'apprentissage
« La ville de Düsseldorf est très belle, et quand au loin on pense à elle et que par hasard on y est né, on se sent tout drôle. J’y suis né, et dans ces cas-là je crois que je dois rentrer à la maison tout de suite. Et quand je dis rentrer à la maison, je veux dire la Bolkerstrasse et la maison où je suis né… »
— Heinrich Heine, 1827, dans Idées. Le livre de Le Grand

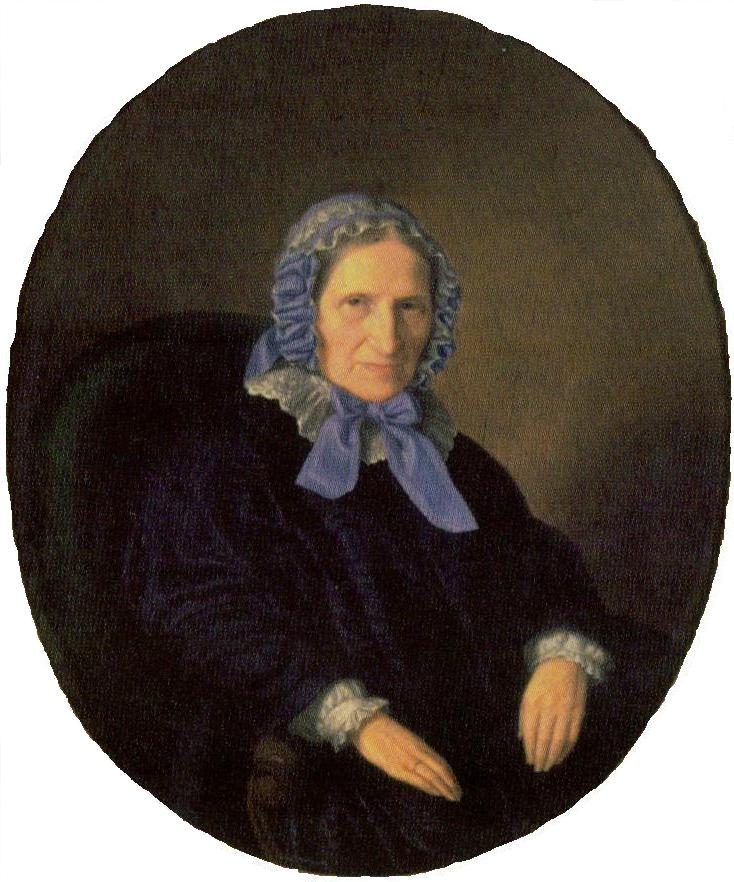
Betty Heine (par Isidor Popper).

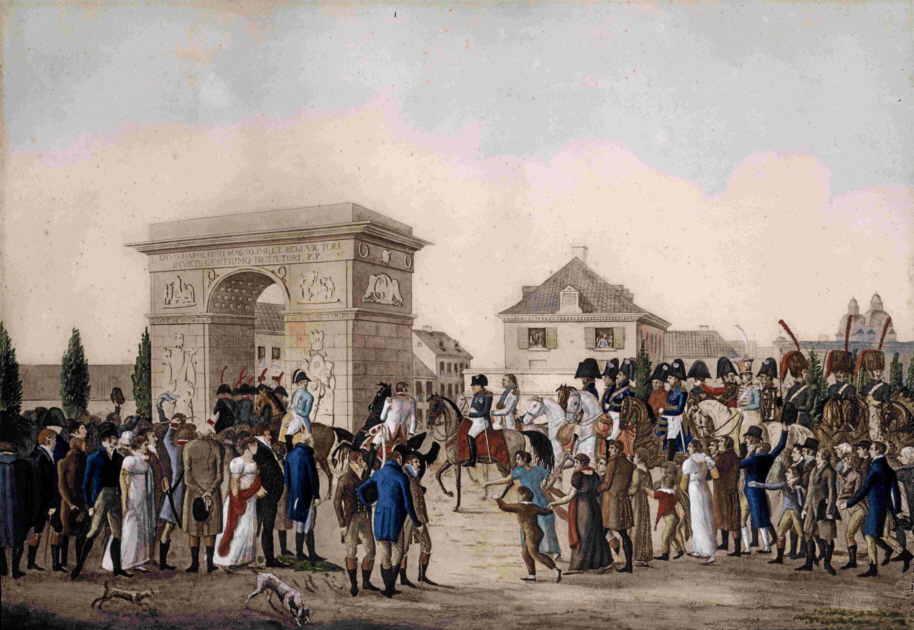
Entrée de Napoléon à Düsseldorf en 1811, décrite plus tard par Heine dans Idées. Le livre de Le Grand.

Si le lieu de naissance de Heine n'a jamais fait le moindre doute, la date précise de sa naissance reste aujourd'hui incertaine. Tous les documents qui auraient pu fournir des indications à ce sujet ont été perdus au cours des deux derniers siècles. Heine lui-même s'est qualifié, en plaisantant, de "premier homme du siècle", car il serait né au Nouvel an 1800. De temps en temps, il mentionne aussi 1799 comme année de naissance. Les spécialistes de Heine considèrent aujourd'hui la date du 13 décembre 1797 comme la plus vraisemblable. À la suite de la Révolution française, son enfance et sa jeunesse se déroulent dans une époque de grands bouleversements.
La présence de la famille Heine est attestée à Bückeburg depuis le XVIIe siècle. Harry Heine — de son nom de naissance — était l'aîné des quatre enfants du drapier Samson Heine (* 19 août 1764 à Hanovre; † 2 décembre 1829 à Hambourg) et de sa femme Betty (à l'origine Peira), née van Geldern (*27 novembre 1770 à Dusseldorf; † 3 septembre 1859 à Hambourg). Betty était l'arrière-petite-fille de Joseph Jacob van Geldern, banquier et membre de la Chambre des comptes du prince-électeur Jean-Guillaume de Neubourg-Wittelsbach. C'est dans la maison de Joseph Jacob van Geldern que fut aménagée la première synagogue de Dusseldorf, au début du XVIIIe siècle.
Heine a pour frères et sœur :
- Charlotte (* 18 octobre 1800 à Dusseldorf; † 18 octobre 1899 à Hambourg)[3],
- Gustav (* v. 1803[4] à Dusseldorf; † 15 novembre 1886 à Wien), le futur baron Heine-Geldern et éditeur de la Fremden-Blatt (de) de Vienne,
- Maximilian (* v. 1804[4]; † 1879), plus tard médecin à Saint-Pétersbourg.

Tous grandirent dans une famille imprégnée de l'esprit de la Haskala (les Lumières juives) et très largement assimilée.
À partir de 1803 Harry Heine fréquente l'école privée juive de Hein Hertz Rintelsohn. Lorsqu'en 1804 le gouvernement de Bavière-Palatinat, dont dépendent le duché de Berg et sa capitale Dusseldorf, autorise la fréquentation des écoles chrétiennes aux enfants juifs, il intègre la Grundschule (école primaire) de la ville puis, en 1807, la classe préparatoire du lycée de Dusseldorf, qui dispense un enseignement dans l'esprit des « secondes Lumières (de) ». Il fréquente le lycée lui-même à partir de 1810, mais le quitte en 1814, sans certificat de fin de scolarité, pour suivre la tradition familiale et se préparer à un métier marchand, dans une école de commerce.
En 1811, âgé de treize ans, Heine assiste à l'entrée de Napoléon dans Dusseldorf. En 1806 le roi Maximilien Ier de Bavière avait cédé sa souveraineté sur le duché de Berg à l'empereur des Français. Certaines biographies avancent l'hypothèse infondée selon laquelle Heine aurait pu, pour cette raison, prétendre à la citoyenneté française. Contrairement aux assertions ultérieures de Heinrich von Treitschke, il ne le fit jamais.
Son pays natal devint le grand-duché de Berg, gouverné par le beau-frère de Napoléon, Joachim Murat, de 1806 à 1808, puis par Napoléon lui-même jusqu'en 1813. État membre de la confédération du Rhin, le grand-duché subissait une forte influence de la France. Durant toute sa vie Heine admire l'Empereur pour l'introduction du Code civil, qui fit des juifs et des non-juifs des égaux aux yeux de la loi.

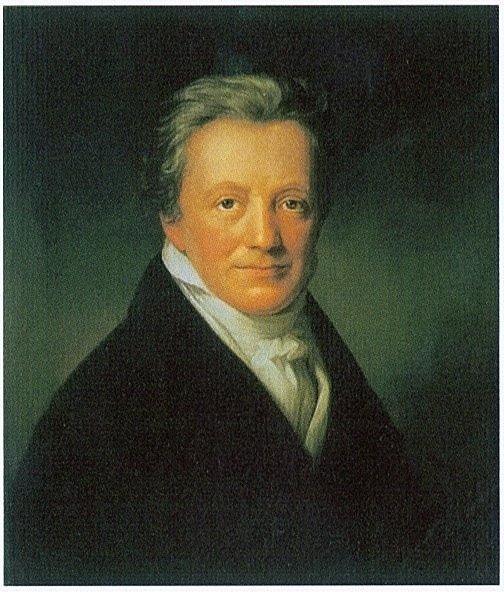
Salomon Heine (1767–1844) par Friedrich Carl Gröger; Jusqu'à sa mort, cet oncle fortuné apporta son soutien à son neveu.

En 1815 et 1816 Heine travaille d'abord comme stagiaire chez le banquier francfortois Rindskoppf. C'est dans la Judengasse (la rue des Juifs, la Juiverie) de Francfort qu'il découvrit alors l'existence des juifs opprimés dans les ghettos, une vie qui lui était jusqu'alors restée étrangère. Heine et son père fréquentent à cette époque la loge franc-maçonnique francfortoise « Zur aufgehenden Morgenröte ». Parmi les francs-maçons ils obtiennent la reconnaissance sociale qui, du fait de leur appartenance religieuse, leur était souvent refusée. De nombreuses années plus tard, en 1844 à Paris, Heine devient membre de la loge « Les Trinosophes ».
En 1816 il entre dans la banque de son oncle Salomon Heine à Hambourg. Salomon, contrairement à son frère Samson, a vu prospérer ses affaires et, plusieurs fois millionnaire, il prend en charge son neveu. Jusqu'à sa mort en 1844 il lui apporte un soutien financier, bien qu'il n'ait que peu de compréhension pour ses penchants littéraires. Salomon disait à propos d'Heinrich : « S'il avait appris quelque chose d'utile, il n'aurait pas à écrire des livres. » Au cours de sa scolarité au lycée, Harry Heine s'était déjà essayé à la poésie. Depuis 1815 il écrit régulièrement. En 1817, pour la première fois, des poèmes de sa main sont publiés dans la revue Hamburgs Wächter.

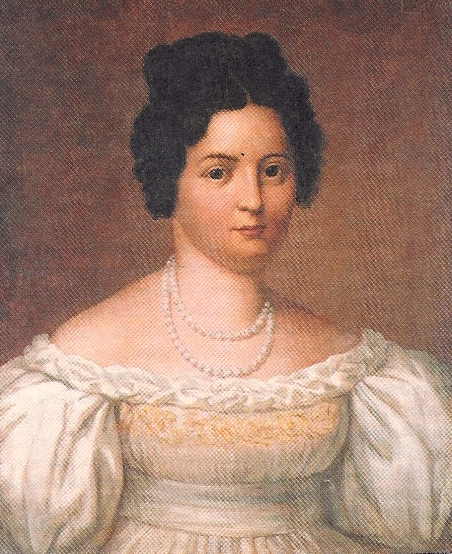
Amalie Heine, une cousine d'Heinrich et son premier amour.

Heine ne montrant ni goût ni talent pour les affaires d'argent, son oncle lui ouvre un commerce de draps. Mais dès 1819 « Harry Heine & Comp. » se trouve dans l'obligation de déposer le bilan. Son propriétaire préfère déjà se consacrer à la poésie. Les amours malheureuses de Heine avec sa cousine Amalie (1800-1838) troublent la paix familiale. Par la suite il fait de cet amour non partagé le sujet de poèmes amoureux romantiques dans Le Livre des chants. Dans le poème Affrontenburg il décrit l'atmosphère oppressante qui règne au sein de la maison de son oncle, dans laquelle il se sent de plus en plus indésirable.

### Études à Bonn, Göttingen et Berlin
Vraisemblablement les dissensions au sein de la famille ont-elles enfin convaincu Salomon de faire cesser les pressions sur son neveu et de lui permettre de faire des études loin de Hambourg. En 1819 Heine entreprend des études de droit et de science camérale, bien qu'il n'ait que peu d'intérêt pour ces deux disciplines (il écrit dans ses mémoires qu'il a "gaspillé trois des belles années de [s]a jeunesse" et qualifie le Corpus juris de "Bible de l'égoïsme"). Il s'inscrit tout d'abord à l'université de Bonn, mais n'y suit que quelques cours de droit.

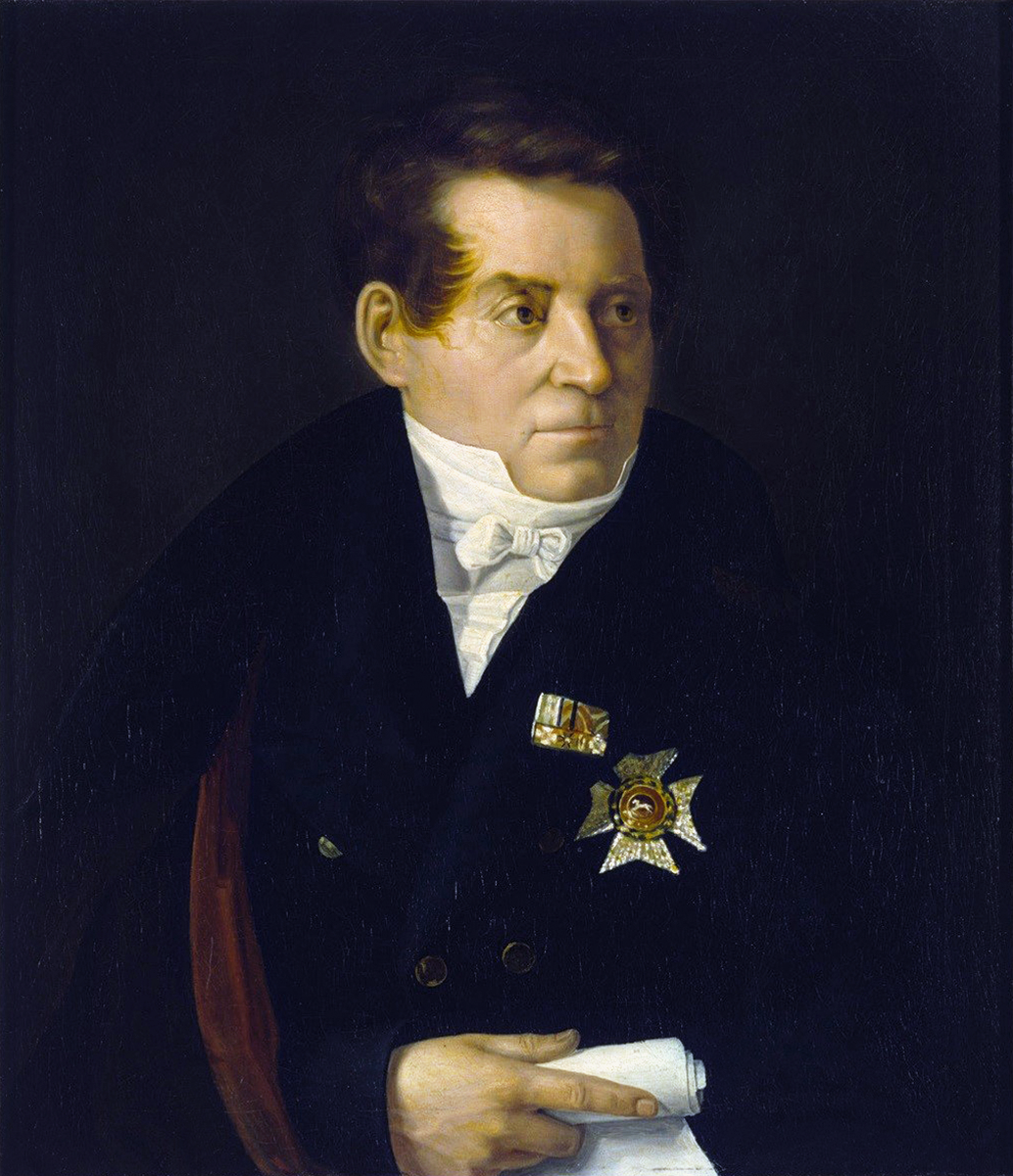
August Wilhelm Schlegel.

En revanche, durant le semestre d'hiver 1819-1820, il assiste aux cours d'August Wilhelm Schlegel sur « L'histoire de la langue et de la poésie allemande ». Le cofondateur du romantisme exerce une grande influence sur le jeune Heine, ce qui n'empêche pas ce dernier de tenir des propos moqueurs sur Schlegel dans ses œuvres ultérieures. La même chose arrive à un autre de ses professeurs bonnois, Ernst Moritz Arndt, dont il prendra par la suite les opinions nationalistes pour cibles dans plusieurs de ses poèmes et textes en prose. Durant cette période passée à Bonn Heine traduit en allemand des ouvrages du poète romantique anglais Lord Byron.
Durant le semestre d'hiver 1820 il fréquente l'université de Göttingen, qu'il doit cependant quitter, après quelques mois seulement, à la suite d'une affaire de duel : en raison du mépris dont les juifs sont l'objet dans la société allemande de l'époque, Heine avait tout fait pour dissimuler ses origines. Lorsqu'un autre étudiant l'insulte du fait de sa judéité, il le provoque en duel. L'université le renvoie alors, en février 1821, ainsi que son adversaire, pour un semestre. Le même mois il est exclu de la Burschenschaft (Société d'étudiants), pour cause d'atteinte à l'« exigence de chasteté ». À Bonn, en 1819, il avait adhéré à la « communauté » étudiante. En 1821, à Göttingen, il devient membre du Corps Guestphalia,.
Quelques années plus tard, avec beaucoup de sarcasmes et d'ironie, il écrit dans Le voyage dans le Harz, à propos de Göttingen :
« En général, les habitants de Göttingen sont partagés en étudiants, en professeurs, en philistins et en bétail, quatre états entre lesquels les lignes de démarcation sont pourtant très marquées. Celui du bétail est le plus considérable. Rapporter ici les noms de tous les étudiants et de tous les professeurs ordinaires et extraordinaires serait trop long; d'ailleurs, je ne me rappelle pas en ce moment les noms de tous les étudiants, et parmi les professeurs il en est qui n'ont pas de nom du tout. La quantité de philistins de Göttingen doit être très grande, comme le sable, ou, pour mieux dire, comme la boue aux bords de la mer. En vérité, quand je les voyais, le matin, avec leurs figures sales et leurs blancs mémoires à payer, plantés devant la porte du sénat académique, je pouvais à peine comprendre comment Dieu avait pu créer tant de semblables canailles. »
— Reisebilder: Tableaux de voyage, Heinrich Heine
Heine part pour l'université de Berlin, où il étudie de 1821 à 1823 et suit les cours de Georg Wilhelm Friedrich Hegel. Bientôt il se lie avec les cercles littéraires de la ville et devient un hôte régulier du salon d'Elise von Hohenhausen (de) (1789-1857) ainsi que du second salon de Rahel Varnhagen. Rahel et son époux, Karl August Varnhagen von Ense, resteront très proches de Heine et lui apporteront leur soutien, en faisant l'éloge de ses premières œuvres et en lui apportant d'autres contacts, par exemple avec la sœur de Varnhagen, Rosa Maria Assing, dont il fréquente le salon à Hambourg. Jusqu'à la mort de Heine, Varnhagen von Ense entretiendra avec lui une abondante correspondance.
C'est durant sa période berlinoise que Heine débute en tant qu'écrivain. Au début de l'année 1822 ses Poèmes paraissent dans les librairies maçonniques, puis, en 1823, ses Tragédies avec un intermède lyrique aux éditions Dümmler. Heine a d'abord accordé beaucoup d'importance à ses tragédies Almansor et William Ratcliff, elles n'ont cependant aucun succès. La première d'Almansor, en 1823 à Brunswick, doit être interrompue en raison des protestations du public. Ratcliff n'a jamais été joué de son vivant.
De 1822 à 1824 Heine se consacre, pour la première fois de façon intensive, au judaïsme : à Berlin il est membre actif du Verein für Cultur und Wissenschaft der Juden (Association pour la Culture et la Science des Juifs), il entre en relation avec Leopold Zunz, l'un des fondateurs de la « Science juive » et entreprend en 1824 l'écriture du roman Le Rabbin de Bacharach, resté inachevé.
Lors d'un voyage à Poznań, en 1822, il découvre le judaïsme hassidique, qui le fascine mais auquel il ne peut pourtant pas s'identifier. Au printemps 1823, deux ans avant sa conversion au christianisme, il écrit dans une lettre à son ami Immanuel Wohlwill : « Je n'ai pas la force de porter une barbe, de me faire traiter de « Judemauschel », de jeûner, etc. » Après sa conversion les thèmes relatifs au judaïsme passèrent certes au second plan, mais l'occupèrent cependant toute sa vie et revinrent avec plus de force au premier plan dans son œuvre tardive, par exemple dans les Mélodies hébraïques, le troisième livre de Romancero.

### Doctorat, conversion et affaire Platen
En 1824 Heine retourna à Göttingen. En mai de l'année suivante il passa ses examens et devint docteur en droit en juillet 1825. Cependant, son projet de s'installer comme avocat à Hambourg échoua encore à la fin de cette même année.
Pour augmenter ses chances de travailler en tant que juriste, Heine s'était fait baptiser selon le rite protestant, juste après son succès aux examens, en juin 1825 à Heiligenstadt, et avait pris les prénoms de Christian Johann Heinrich. Désormais il s'appela Heinrich Heine. Il tenta d'abord de tenir ce baptême secret : c'est ainsi qu'il n'eut pas lieu à l'église, mais dans la maison du pasteur, avec le parrain pour seul témoin. Alors tout à fait indifférent au fait religieux, il ne voyait de toute façon dans le certificat de baptême qu'un « billet d'entrée vers la culture européenne ». Il dut cependant constater que bien des porteurs de cette culture n'acceptaient pas un juif, même converti, comme l'un des leurs. Heine n'était cependant pas prêt à supporter les humiliations et les discriminations sans répliquer.

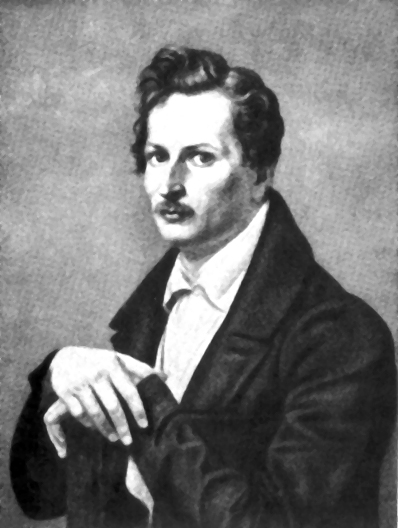
August von Platen.

Ceci fut démontré de façon très claire par la dite « affaire Platen » : une dispute littéraire avec le poète August von Platen, auquel il était reproché sa manie orientalisante, dégénéra en affrontement personnel, au cours duquel Heine fut attaqué du fait de ses origines juives. Ainsi, dans la comédie Der romantische Ödipus parue en 1829, Platen le décrivait comme le « Pétrarque de la fête des cabanes ». Il lui reprochait sa « fierté des synagogues » et écrivait : « […] mais je ne voudrais pas être sa petite chérie […] Car ses baisers sécrètent une odeur d'ail. » Heine considéra ces propos comme faisant partie d'une campagne destinée à faire échouer sa candidature à une chaire de professeur à l'université de Munich.
« Lorsque, tout d'abord, les prêtres m'ont attaqué à Munich et s'en sont pris au juif dans Heine, je n'ai fait que rire : j'envisageais cette manœuvre comme une simple sottise. Mais, lorsque j'eus éventé le système, quand je vis le ridicule fantôme devenir peu à peu un vampire, quand je pénétrai l'intention de la satire de Platen, […] alors je ceignis mes reins, et je frappai aussi dru, aussi vite que possible. »
— Lettre à Varnhagen dans : Heinrich Heine, Correspondance inédite
Le coup porta, sous forme littéraire, dans la troisième partie des Tableaux de voyage : dans les « Bains de Lucques », Heine critique les poèmes de Platen jugés « stériles » et attribue cela à l'homosexualité du comte, qu'il rend ainsi publique. Il le décrivait sous les traits d'un « ami chaleureux » et écrivait que le comte était « plus un homme de croupe qu'un homme de tête ».
Le conflit porta gravement préjudice aux deux adversaires. Platen, socialement déconsidéré et menacé par une enquête policière, s'exila en Italie. Heine, pour sa part, ne rencontra que peu de compréhension et pas plus de soutien public pour son procédé. Jusqu'à un passé très récent, à cause de ses propos, des critiques lui reprochèrent constamment sa « bassesse », sans évoquer les motifs et circonstances de l'affaire. D'autres, comme son contemporain le critique littéraire Karl Herloßsohn, concédèrent en revanche à Heine qu'il n'avait fait que rendre à Platen la monnaie de sa pièce.

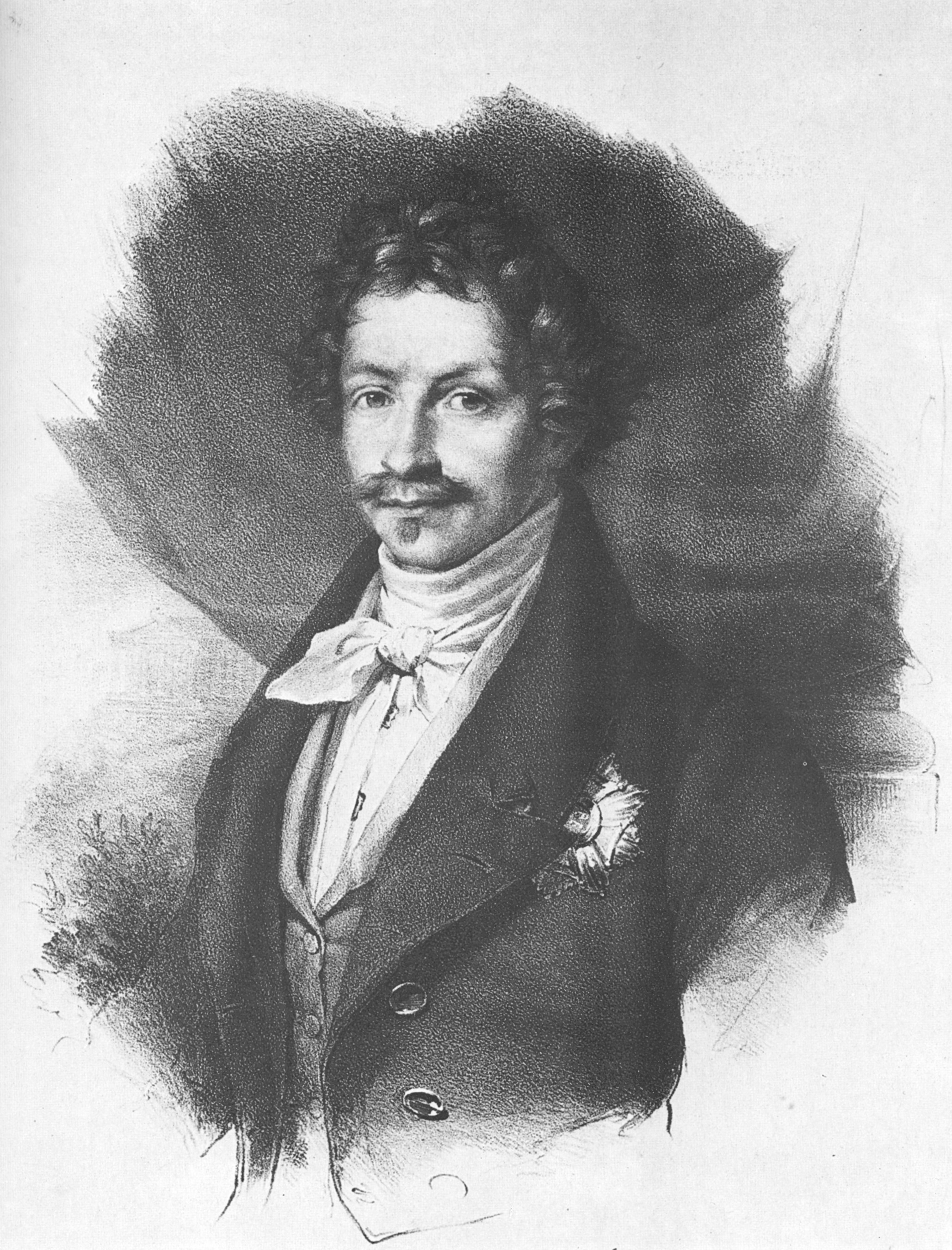
Louis Ier de Bavière.

Heine vit dans les attaques antisémites ou antijudaïques de Platen, mais pas seulement, la raison pour laquelle le roi Louis Ier de Bavière ne lui accorda pas la chaire de professeur, qu'il pensait déjà assurée. C'est pour cette raison qu'il gratifia, par la suite, le monarque de toute une série de vers moqueurs, par exemple dans les Chants de louange du roi Louis :
« Voici Sire Louis de Bavière.
De semblable il y en a peu ;
Le peuple des Bavares honore en lui
Le roi devant qui l'on balbutie. »
— Nouveaux poèmes
Le baptême de Heine n'eut pas les conséquences espérées et il a, par la suite, à de multiples reprises, regretté explicitement sa conversion au christianisme.
« Je me repens beaucoup de m'être fait baptiser ; je ne vois nullement que, dès lors, les choses aient mieux tourné pour moi : au contraire, je n'ai eu, depuis, que malheur. »
— Lettre à Moses Moser (de) le 9 janvier 1826, dans : Heinrich Heine, Correspondance inédite
Presque toutes les biographies insistent sur le caractère significatif des origines juives de Heine pour sa vie et son œuvre. En particulier, le critique littéraire Marcel Reich-Ranicki est de l'avis que l'émigration de Heine vers la France est bien moins politique que motivée par son exclusion de la société allemande. En France, Heine était considéré comme Allemand et donc comme un étranger, alors qu'en Allemagne il restait un juif et un paria.
Avec l'affaire Platen avait échoué la dernière tentative de Heine pour obtenir un emploi de juriste dans un État allemand. Il décida alors de gagner sa vie en tant qu'écrivain indépendant, ce qui était plutôt inhabituel pour l'époque.

### Premiers succès littéraires

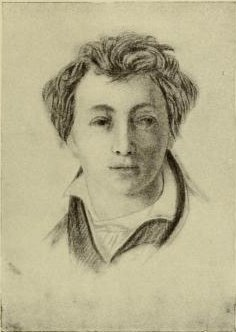
Portrait posthume (1914) de Heinrich Heine par l'artiste et graveur Wilhelm Krauskopf (1847-1921).

En 1816, durant son séjour hambourgeois, Heine publia ses premiers poèmes (Un rêve, certes bien étrange, De roses, de cyprès) dans la revue Hamburgs Wächter, sous le pseudonyme de « Sy. Freudhold Riesenharf » (anagramme de « Harry Heine, Dusseldorff »). En décembre 1821, il publia son premier recueil de poésie, Poèmes, à Berlin, sous le nom de « H. Heine ». En 1823 suivirent les Tragédies avec un intermède lyrique. Dans la tragédie Almansor, parue en 1821, Heine s'intéresse pour la première fois, de façon détaillée, à la culture islamique en Andalousie mauresque, qu'il a célébrée, toujours et encore, et dont il a déploré la disparition, dans de nombreux poèmes. Dans Almansor apparaît son premier propos politique :
« Ce n’était qu’un début. Là où on brûle
des livres, on finit par brûler des hommes. »
— Almansor
En 1824 parut le recueil Trente-trois poèmes, dans lequel on trouve le texte de Heine aujourd'hui le plus célèbre en Allemagne : La Loreley. La même année, lors d'un voyage dans le Harz, il se rendit à Weimar pour rencontrer Johann Wolfgang von Goethe, pour lequel il avait une grande admiration. Deux ans auparavant, il lui avait déjà envoyé son premier volume de poèmes, avec une dédicace. Cette visite se révéla cependant décevante pour Heine, car il se montra inhibé et gauche - tout à l'opposé de son naturel habituel - et Goethe le reçut avec politesse, mais resta distant.

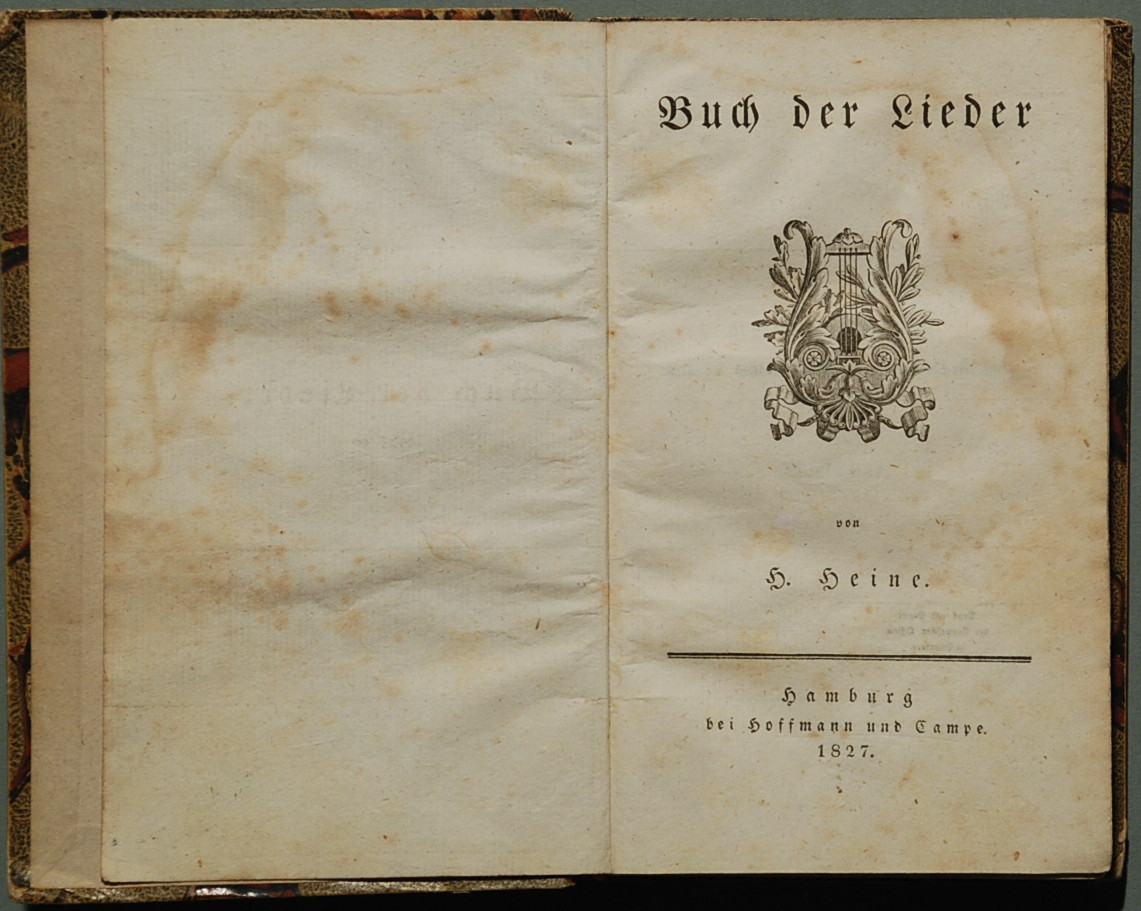
Livre des Chants, frontispice de la première édition de 1827.

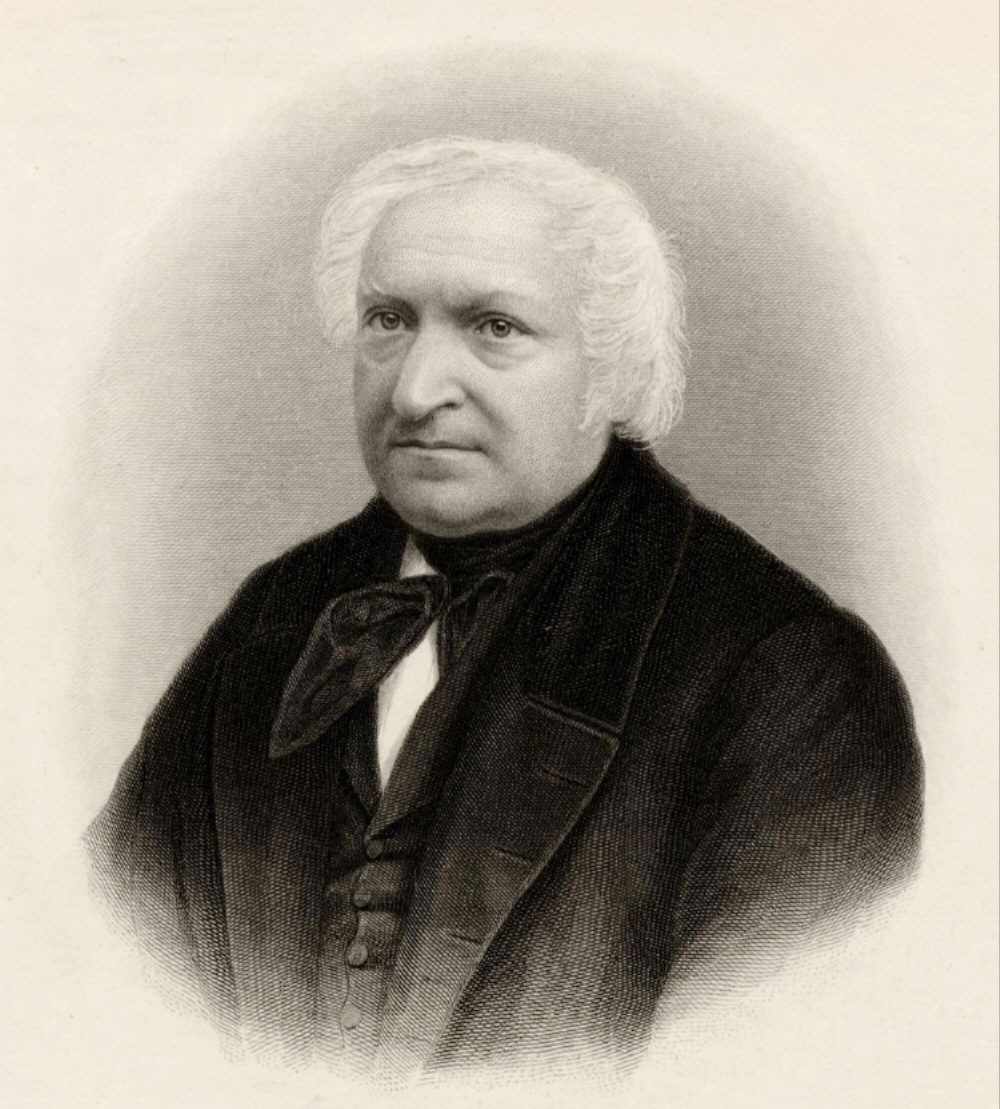
Julius Campe, éditeur de Heine.

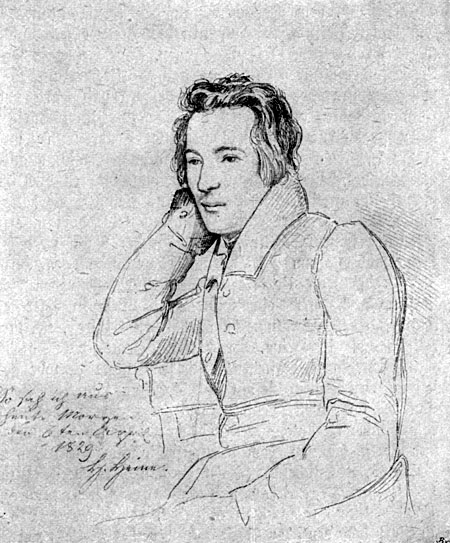
Heinrich Heine (1829).

En 1826 Heine publia le récit de voyage Voyage dans le Harz, qui fut son premier grand succès public. La même année il entra en affaires avec l'éditeur hambourgeois Hoffmann und Campe. Jusqu'à la mort de Heine, Julius Campe (de) devait rester son éditeur. En octobre 1827 il édita le recueil Le Livre des Chants, qui fit la renommée de Heine et est resté populaire jusqu'à nos jours. La tonalité romantique, souvent proche des chants populaires, de ces poèmes et d'autres encore qui furent, entre autres, mis en musique par Robert Schumann dans son œuvre Dichterliebe (Les amours du poète), toucha le public au-delà de son temps.
Mais Heine surmonta bientôt cette tonalité romantique. Pour la saper il utilise l'ironie et use également des moyens stylistiques de la poésie romantique pour des vers à contenu politique. Lui-même se qualifiait de « romantique échappé ». Voici un exemple de cette rupture ironique, dans lequel il se moque du rapport sentimentalo-romantique à la nature :
« La demoiselle au bord de la mer
Poussait de grands soupirs, 
Elle était émue profondément
Par le coucher du soleil

Ne vous tourmentez pas, mademoiselle, 
C'est une vieille chanson.
Il disparaît par devant
Pour réapparaître par derrière. »
— Nouveaux poèmes
Heine lui-même ne vit la mer pour la première fois que dans les années 1827 et 1828, durant ses voyages en Angleterre et en Italie. Il dépeignit ses impressions dans les Tableaux de voyage, qu'il publia entre 1826 et 1831. On y trouve le cycle Mer du Nord, ainsi que Les Bains de Lucques et Idées. Le Livre Le Grand, et enfin une profession de foi en faveur de Napoléon et des accomplissements de la Révolution française. La vénération de Heine pour Napoléon n'était cependant pas absolue. Il le formule dans les Tableaux de voyage : « […] mon hommage ne vaut pas pour les actes, mais uniquement pour le génie de l'homme. Je ne l'aime inconditionnellement que jusqu'au jour du 18 Brumaire - il trahit alors la liberté. »
Il se révèle commentateur spirituel et sarcastique lorsqu'il écrit, par exemple, pendant son voyage à Gênes, en Italie : « Oui, il me semble parfois que le diable, la noblesse et les jésuites n'existent qu'aussi longtemps que l'on y croit » Une citation du même ouvrage montre combien l'humour de Heine pouvait être méchant : « Les Tyroliens sont beaux, enjoués, probes, honnêtes, et d'esprit borné au-delà de toute idée. C'est une race d'hommes saine, peut-être parce qu'ils sont trop sots pour pouvoir être malades. »
Heine s'entendait aussi à égratigner la censure, à laquelle étaient soumises toutes ses publications en Allemagne, comme en 1827, dans Le Livre Le Grand, avec le texte suivant, prétendument censuré :
« Les censeurs allemands —— —— —— ——

—— —— —— —— —— —— —— —— —— ——

—— —— —— —— —— —— —— —— —— ——

—— —— —— —— —— —— —— —— —— ——

—— —— —— —— —— —— —— —— —— ——

—— —— —— —— —— —— —— —— —— ——

—— —— —— —— ——Imbéciles —— —— ——

—— —— —— —— —— —— —— —— —— ——

—— —— —— —— —— —— —— —— —— ——

—— —— —— —— —— —— —— —— —— ——

—— —— —— —— —— »
— Tableaux de voyage. Idées. Le Livre Le Grand
Heine connut la censure à partir de novembre 1827, lorsqu'il devint rédacteur des Neue allgemeine politische Annalen à Munich. C'est à peu près à partir de cette époque que Heine fut peu à peu perçu comme un grand talent littéraire. À partir du début des années 1830 sa renommée s'étendit en Allemagne et en Europe.

### Les années parisiennes

La liberté guidant le peuple, Eugène Delacroix.

C'est lors d'un séjour de détente sur l'île d'Heligoland, durant l'été 1830, que Heine apprend le début de la révolution de Juillet, qu'il salue dans ses Lettres de Helgoland - qui ne paraîtront qu'en 1840, en deuxième livre de son mémoire sur Ludwig Börne. Le 10 août 1830 il écrivait :
« Moi aussi, je suis le fils de la révolution, et de nouveau je tends les mains vers les armes sacrées, sur lesquelles ma mère a prononcé les paroles magiques de sa bénédiction… Des fleurs ! Des fleurs ! je veux en couronner ma tête pour le combat. La lyre aussi, donnez-moi la lyre, pour que j'entonne un chant de guerre… Des paroles flamboyantes, qui en tombant incendient les palais et éclairent les cabanes… »
— Ludwig Börne. Un mémorandum
De plus en plus attaqué - surtout en Prusse -, à cause de ses prises de position politiques, et exaspéré par la censure en Allemagne, il part pour Paris en 1831. C'est ici le début de la seconde période de sa vie et de son œuvre. Durant toute sa vie, Heine aura la nostalgie de l'Allemagne, comme l'atteste son poème A l'étranger :
« J'avais autrefois une belle patrie.
Le chêne
Y croissait si haut, les violettes opinaient doucement.
C'était un rêve.

Elle m'embrassait en allemand, et en allemand prononçait
(On imagine à peine comme cela sonne bien)
Les mots : "Je t'aime !"
C'était un rêve. »
— Nouveaux poèmes
Il ne reverra sa patrie que deux fois encore, mais il reste en contact constant avec ses relations sur place. Son premier écrit à Paris est le compte rendu de l'exposition de peinture au Salon de Paris de 1831 pour la revue allemande Morgenblatt für gebildete Stände. Il y traite entre autres en détail du tableau de Delacroix peint en 1830, La Liberté guidant le peuple.
À partir de 1832 Heine est correspondant à Paris du journal augsbourgeois Allgemeine Zeitung, le quotidien en langue allemande le plus lu à l'époque, créé par Johann Friedrich Cotta, l'incontournable éditeur des classiques de Weimar.

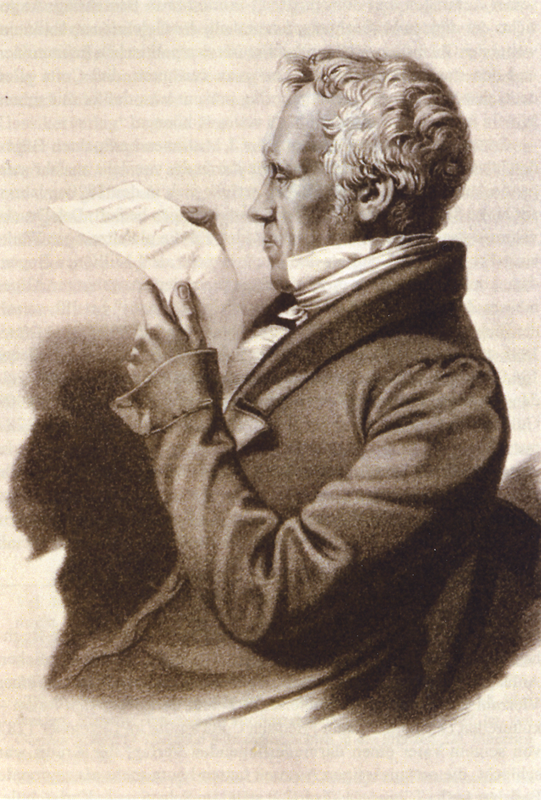
Johann Friedrich von Cotta.

Pour ce journal il rédige une série d'articles qui devaient paraître la même année sous la forme d'un livre, avec pour titre La Situation Française. Ces articles furent ressentis comme une bombe politique. Le journal de Cotta publie certes les correspondances de façon anonyme mais, pour tous ceux qui s'intéressent à la politique, leur auteur ne fait pas de doute. Autant les lecteurs sont enthousiastes, autant les autorités sont indignées de ces articles et exigent qu'ils soient censurés. En effet, à la suite de la révolution de juillet 1830 à Paris, l'opposition démocratique, nationale et libérale s'est formée en Allemagne et réclame avec toujours plus de force des constitutions pour les Etats de la Confédération germanique. Le chancelier autrichien Metternich intervient auprès de Cotta pour que la Allgemeine Zeitung arrête la série d'articles et ne publie plus le chapitre IX, écrit par Heine.
Son éditeur hambourgeois, Julius Campe, réédite cependant l'ensemble des articles de La Situation Française en décembre 1832, non sans avoir, contre la volonté de Heine, remis le manuscrit à l'autorité de censure. Les autorités réagissent par des interdictions, des perquisitions, des saisies et des interrogatoires. C'était surtout la préface de Heine à l'édition allemande du livre qui provoque leur mécontentement. Aussi Campe édite-t-il alors un tiré à part, qu'il doit cependant à nouveau mettre au pilon.
À la suite de cela les ouvrages de Heine - présents et futurs - sont interdits, d'abord en Prusse en 1833, puis dans tous les États membres de la Confédération germanique en 1835, par décision du Parlement de Francfort. Le même destin attendait les écrivains de la Jeune-Allemagne. Le Parlement expliquait sa décision en indiquant que les membres de ce groupe tentaient de « s'attaquer à la religion chrétienne de la manière la plus impudente, de dégrader la situation actuelle et de détruire toute discipline et toute forme de moralité, sous couvert d'un style s'apparentant aux belles lettres et accessible à toutes les classes de lecteurs »
De l'avis de nombreux historiens et spécialistes de la littérature, avec La Situation Française Heine fonde le journalisme politique moderne. Avec cette série d'articles, Heine commence son historiographie du présent, un nouveau genre dans lequel les journalistes et écrivains rendent compte de leur temps. Son style influence encore aujourd'hui les pages culturelles allemandes. De ce fait, elle reste un fait marquant de l'histoire de la littérature et de la presse allemandes. De surcroît, Heine prend dès lors le rôle de médiateur spirituel entre l'Allemagne et la France et se place également pour la première fois dans un cadre général européen. En 2010 les éditions Hoffmann und Campe ont publié un fac-simile du manuscrit de La Situation Française, dont l'original passait jusqu'alors pour avoir disparu.
Après l'interdiction de ses œuvres en Allemagne, Paris devient définitivement le lieu d'exil de Heine. Durant ces années apparaissent les premiers symptômes de la maladie - crises de paralysie, migraines et problèmes de vue -, qui lui feront garder le lit pendant les huit dernières années de sa vie. Mais d'abord il profite de la vie parisienne. Il entre en contact avec les grands noms de la culture européenne qui y vivaient, tels qu'Hector Berlioz (l'un des derniers à lui rendre visite, alors qu'il est très affaibli par la maladie), Ludwig Börne, Frédéric Chopin, George Sand, Alexandre Dumas et Alexander von Humboldt. Pendant un temps il se rapprocha également des socialistes utopiques, comme Prosper Enfantin, un élève d'Henri de Saint-Simon. L'espoir de Heine de trouver, dans le mouvement quasi religieux de ces derniers, un « nouvel évangile », un « troisième testament », a contribué à sa décision de partir s'installer à Paris. Malgré sa fascination initiale il se détourne bientôt des saint-simoniens, entre autres parce qu'ils attendent de lui qu'il mette ses talents d'écrivain à leur service. En 1835, après que l'échec du mouvement soit devenu manifeste, Heine écrit :
« Nous [les panthéistes] ne voulons ni sans-culottes, ni bourgeoisie frugale, ni présidents modestes; nous fondons une démocratie de dieux terrestres, égaux en béatitude et en sainteté. […]Les saint-simoniens ont compris et voulu quelque chose d'analogue; mais ils étaient placés sur un terrain défavorable, et le matérialisme qui les entourait les a écrasés, au moins pour quelque temps. On les a mieux appréciés en Allemagne. »
— Histoire de la religion et de la philosophie en Allemagne
Paris inspire à Heine une abondance d'essais, d'articles politiques, de polémiques, de mémorandums, poèmes et œuvres en prose. Alors qu'il cherche à rapprocher les Allemands de la France et les Français de l'Allemagne, il mène à bien des analyses quasi prophétiques, par exemple en conclusion de Histoire de la religion et de la philosophie en Allemagne. Heine écrit ce texte en 1834, à l'adresse des Français, 99 ans avant la prise du pouvoir par ceux qui allaient brûler ses livres :
« Le christianisme a adouci jusqu'à un certain point cette brutale ardeur batailleuse des Germains, mais il n'a pu la détruire, et quand la croix, ce talisman qui l'enchaîne, viendra à se briser, alors débordera de nouveau la férocité des anciens combattants, l'exaltation frénétique des Berserkers que les poètes du Nord chantent encore aujourd'hui.

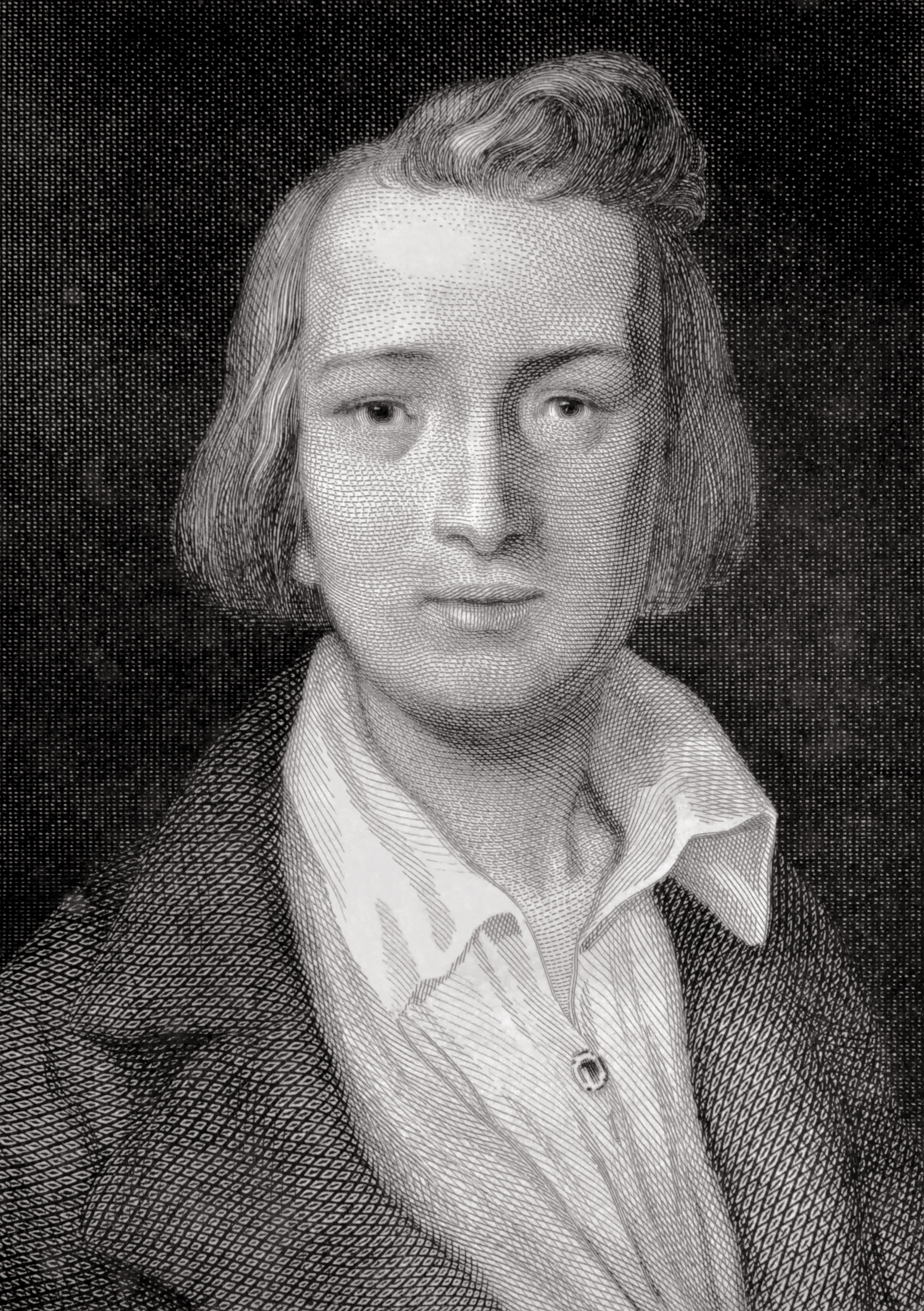
Heinrich Heine (1837).

Alors, et ce jour, hélas, viendra, les vieilles divinités guerrières se lèveront de leurs tombeaux fabuleux, essuieront de leurs yeux la poussière séculaire; Thor se dressera avec son marteau gigantesque et démolira les cathédrales gothiques. [...] Ne riez pas à ces avertissements, quoiqu'ils viennent d'un rêveur qui vous invite à vous défier de kantistes, de fichtéens, de philosophes de la nature; ne riez pas du poète fantasque qui attend dans le monde des faits la même révolution qui s'est opérée dans le domaine de l'esprit. […]

La pensée précède l'action comme l'éclair le tonnerre. Le tonnerre en Allemagne est bien à la vérité allemand aussi : il n'est pas très leste, et vient en roulant un peu lentement ; mais il viendra, et quand vous entendrez un craquement comme jamais craquement ne s'est fait encore entendre dans l'histoire du monde, sachez que le tonnerre allemand aura enfin touché le but. À ce bruit, les aigles tomberont morts du haut des airs, et les lions, dans les déserts les plus reculés de l'Afrique, baisseront la queue et se glisseront dans leurs antres royaux. On exécutera en Allemagne un drame auprès duquel la révolution française ne sera qu'une innocente idylle. »
— De l'Allemagne, 1835 (Histoire de la religion et de la philosophie en Allemagne)
Bien avant la plupart de ses contemporains, Heine prend conscience du caractère destructeur du nationalisme allemand, qui – à la différence de la France – s'éloigne de plus en plus des idées de démocratie et de souveraineté du peuple. Le poète y ressent, plus exactement, une haine sous-jacente de tout ce qui était étranger, comme il l'écrit dans le poème En deçà et au-delà du Rhin :
« Nous autres Allemands, nous nous entendions mieux à la haine.
Elle sourd des profondeurs de l’âme, 
la haine allemande ! Et pourtant elle se gonfle, géante, 
et peu s’en faut qu’elle ne remplisse de ses poisons
le tonneau de Heidelberg »
— Poésies inédites

### La controverse avec Ludwig Börne
L'École Romantique (1836), le roman inachevé Le Rabbin de Bacharach et le mémorandum Sur Ludwig Börne (1840) sont d'autres ouvrages importants de ces années-là.

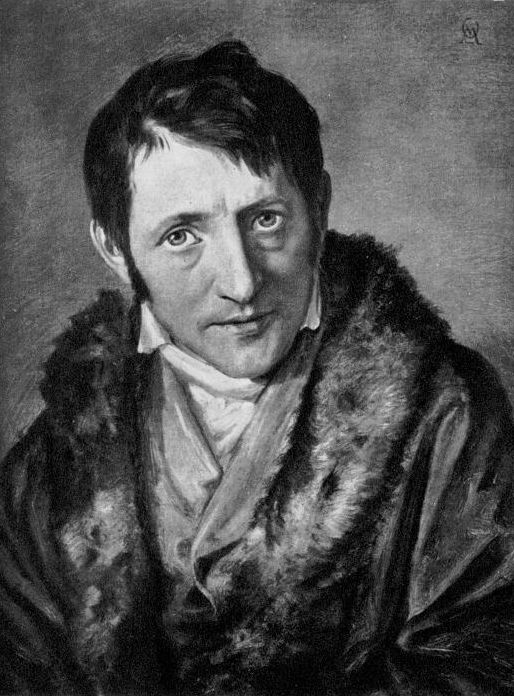
Ludwig Börne (vers 1835).

Heine y réagit aux Lettres de Paris de son ancien ami, dans lesquelles ce dernier lui reproche d'avoir trahi les idéaux de la Révolution. De même que lors du conflit avec Platen, des animosités personnelles jouèrent un rôle dans son affrontement avec Ludwig Börne, qui fut, en son temps, plus célèbre que Heine. Les causes profondes étaient cependant de nature fondamentale et reposaient sur l'idée que le poète et l'artiste se faisait de lui-même en général.
L'ensemble de l'œuvre de Heine est marquée par ses efforts pour être un artiste au-dessus des partis. Il se voulait être un poète et journaliste libre, indépendant, et, sa vie durant, il ne se considéra jamais engagé dans aucun courant politique. Il se démarquait encore de l'écrivain et journaliste Ludwig Börne, républicain radical, d'une manière que Börne pouvait ressentir comme bienveillante : « Je suis une guillotine ordinaire et Börne une guillotine à vapeur. » Mais quand il s'agissait d'art et de poésie, Heine accordait toujours un rang plus élevé à la qualité de l'œuvre qu'à l'intention ou à la manière de penser de l'artiste.
Börne voyait de l'opportunisme dans cette attitude. À de multiples reprises, il reprocha à Heine son manque d'opinion et il exigeait d'un poète qu'il se positionnât clairement dans le combat pour la liberté. Avec cette controverse pour savoir si, et à quel point, un écrivain peut être partial, Heine et Börne annoncent des polémiques à venir sur la morale politique en littérature, telles que celles qui, au XXe siècle ont opposé Heinrich et Thomas Mann, Gottfried Benn et Bertolt Brecht, Georg Lukács et Theodor W. Adorno, Jean-Paul Sartre et Claude Simon. C'est pourquoi Hans Magnus Enzensberger a tenu la dispute entre Heine et Börne pour « la controverse la plus importante de l'histoire de la littérature allemande ».
Le mémorandum ne parut qu'en 1840, trois ans après la mort de Börne, sous le titre équivoque, non autorisé par Heine, de Heinrich Heine sur Ludwig Börne. Même des lecteurs par ailleurs bien disposés à son égard en tinrent rigueur à Heine, ainsi que des railleries qu'il contenait, sur la relation triangulaire de Börne avec son amie Jeanette Wohl et l'époux de celle-ci, le marchand francfortois Salomon Strauss. Strauss, qui se sentit ridiculisé par cette publication, affirma par la suite qu'il avait giflé le poète en public à cause de ses propos. Heine le provoqua alors en duel et fut légèrement blessé à la hanche, tandis que Strauss en sortit indemne.

### Mariage, voyage en Allemagne et conflit successoral

L'épouse de Heine, Mathilde (Augustine Crescence Mirat).

Un peu avant le duel, Heine épouse le 31 août 1841 à Paris, à l'église St-Sulpice, l'ancienne vendeuse de chaussures Augustine Crescence Mirat (1815-1883), qu'il appelle Mathilde et qu'il veut savoir à l'abri du besoin au cas où il viendrait à mourir. Le mariage a lieu, en vertu de son souhait à elle, selon le rite catholique. De septembre 1841 à avril 1846 ils habitent au 72, rue du Faubourg-Poissonnière (ce qui est signalé sur place par une plaque sur le bâtiment). Toute sa vie durant Heine lui dissimule ses origines juives.
En 1833 il fait la connaissance de la jeune fille alors âgée de 18 ans, et vit avec elle, vraisemblablement, à partir d'octobre 1834. Depuis 1830, Mathilde est une grisette parisienne, c'est-à-dire une jeune ouvrière, non mariée, qui, selon les normes de l'époque, n'est pas respectable. Séduisante, elle a de grands yeux sombres, une chevelure brune, un visage rond, une silhouette très admirée, et, reconnaissable entre toutes, sa « voix de fauvette » haut perchée lui donne un air enfantin qui fascine Heine. Il semble s'être épris de Mathilde très soudainement. Bon nombre de ses amis, en revanche, parmi lesquels Marx et Engels, désapprouvent cette liaison avec une femme simple et joviale. Mais Heine semble aussi l'avoir aimée pour ces raisons, car elle lui apporte l'exact opposé de son entourage intellectuel. Au début de leur relation, il essaye de rehausser un peu le niveau d'instruction de son amie issue de la campagne. Grâce à lui elle apprend à lire et à écrire. Il lui finance plusieurs séjours dans des institutions d'éducation pour jeunes femmes.
Leur vie commune connaît des turbulences : à de violentes scènes de ménage, souvent provoquées par la prodigalité de Mathilde, succèdent les réconciliations. À côté d'affectueuses descriptions de sa femme, on trouve également chez Heine des vers pleins de méchanceté, comme ceux du poème Célimène :
« Tes lubies, tes perfidies, 
Je les ai endurées en silence
D'autres à ma place
T'auraient depuis longtemps assommée. »
Heine l'estime, bien que Mathilde ne parle pas allemand, ou plus exactement parce qu'elle ne parle pas allemand et que de ce fait elle ne peut pas se faire une idée réelle de la valeur de Heine en tant que poète. Ce propos de Mathilde nous est parvenu : « Mon mari écrivait des poèmes à longueur de temps ; mais je ne crois pas que cela avait beaucoup de valeur, car il n'en était jamais content. » Pour Heine, cette ignorance lui garantit que Mathilde l'aime pour l'homme qu'il est et non en tant que poète éminent.

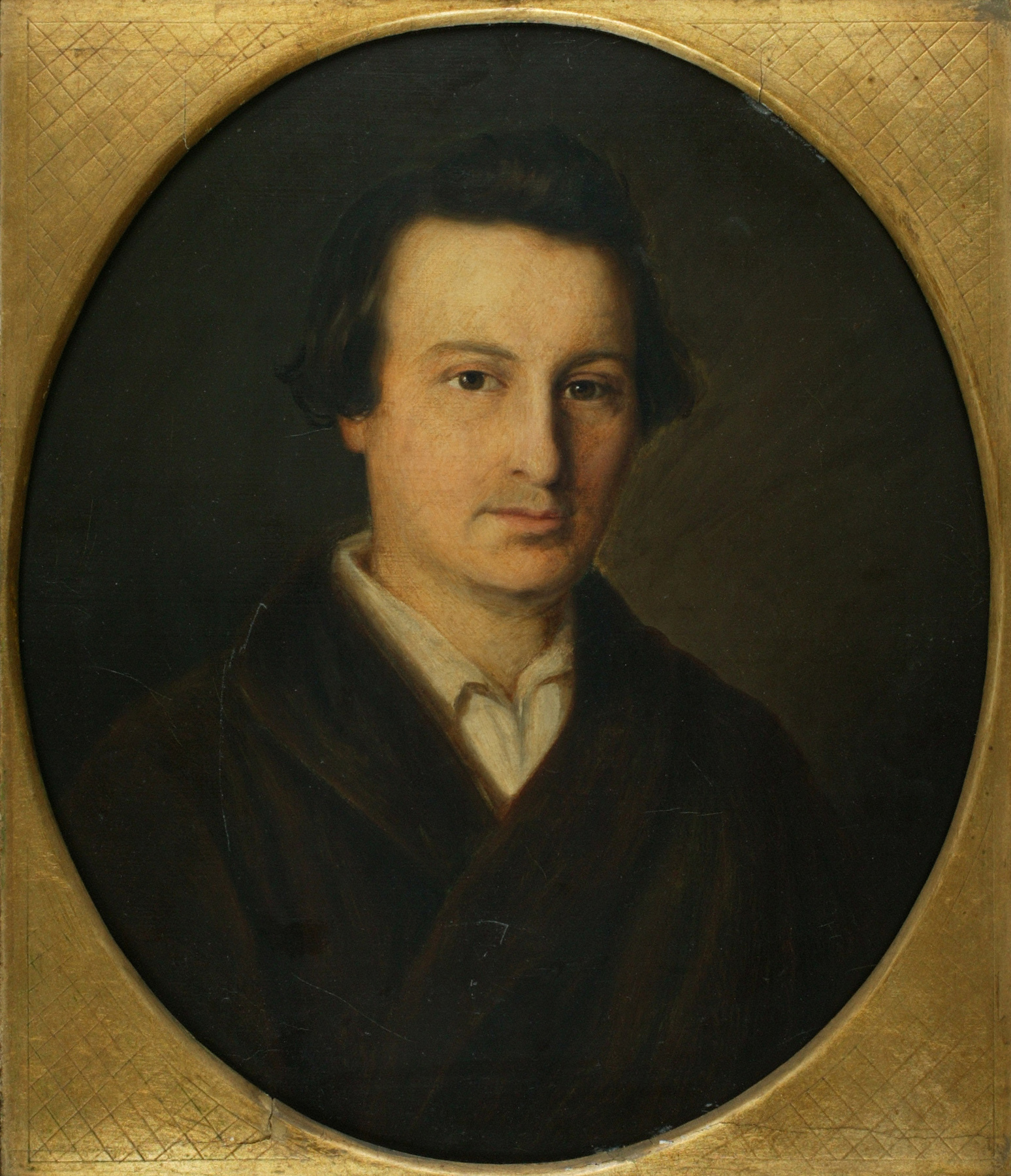
Isidor Popper : Heine à l'époque de son voyage en Allemagne (1843-1844).

En 1843 Heine écrit son poème Pensées nocturnes :
« Quand je pense à l’Allemagne dans la nuit, 
C'en est fini de mon sommeil, 
Je ne peux plus fermer l’œil, 
Et mes larmes brûlantes s'écoulent. »
Il finit par ces vers :
« Dieu merci ! par ma fenêtre se réfracte
La lumière du jour, française et joyeuse ;
Arrive ma femme, belle comme l'aube, 
Et d'un sourire chasse les préoccupations allemandes. »
Les « préoccupations allemandes » de Heine ne concernent pas seulement la situation politique outre-Rhin, mais aussi sa mère, désormais veuve et seule. C'est notamment pour la revoir et lui présenter son épouse qu'il entreprend en 1843 (L'Allemagne. Un conte d'hiver) et 1844 ses deux derniers voyages en l'Allemagne. À Hambourg il rend visite à son éditeur Campe et, pour la dernière fois, à son oncle et soutien de toujours, Salomon Heine. À la mort de Salomon, en décembre 1844, un conflit de succession éclate entre son fils Carl et son neveu Heinrich Heine, conflit qui dure plus de deux ans. Après la mort de son père, Carl cesse de payer la rente annuelle que Salomon avait accordée à son neveu en 1838, mais dont il n'avait pas prévu la poursuite dans ses dispositions testamentaires. Heinrich Heine, qui en éprouve de l'humiliation, use également de sa plume au cours de ce conflit et fait ainsi publiquement pression sur son cousin. En février 1847 ce dernier finit par accepter la poursuite du paiement de la rente, à la condition que Heinrich Heine ne publie plus d'écrits sur la famille sans son assentiment.
Le conflit trouve son origine dans le souci constant qu'a Heine d'assurer sa situation financière et celle de son épouse. Par ailleurs, en tant qu'écrivain son succès n'est pas seulement artistique, mais aussi économique : durant ses meilleures années parisiennes il gagne jusqu'à 34 700 francs par an, ce qui correspondrait à plus de 200 000 euros de 2007. Il doit une partie de ce revenu à un apanage de l'État français, qui sera cependant supprimé après la révolution de février 1848. Heine ressent cependant toujours sa situation financière comme incertaine et, en public, la décrit souvent comme plus mauvaise qu'elle ne l'est en vérité. Durant les années qui suivent il lui importe surtout d'assurer l'avenir matériel de sa femme. Leur union reste sans enfants.
Après la mort de Heine, Mathilde se révèle d'ailleurs particulièrement douée pour les affaires. C'est très favorablement qu'elle négocie avec Campe l'exploitation future des ouvrages de son époux. Elle lui survit plus d'un quart de siècle et meurt en 1883.

### Heine et le socialisme

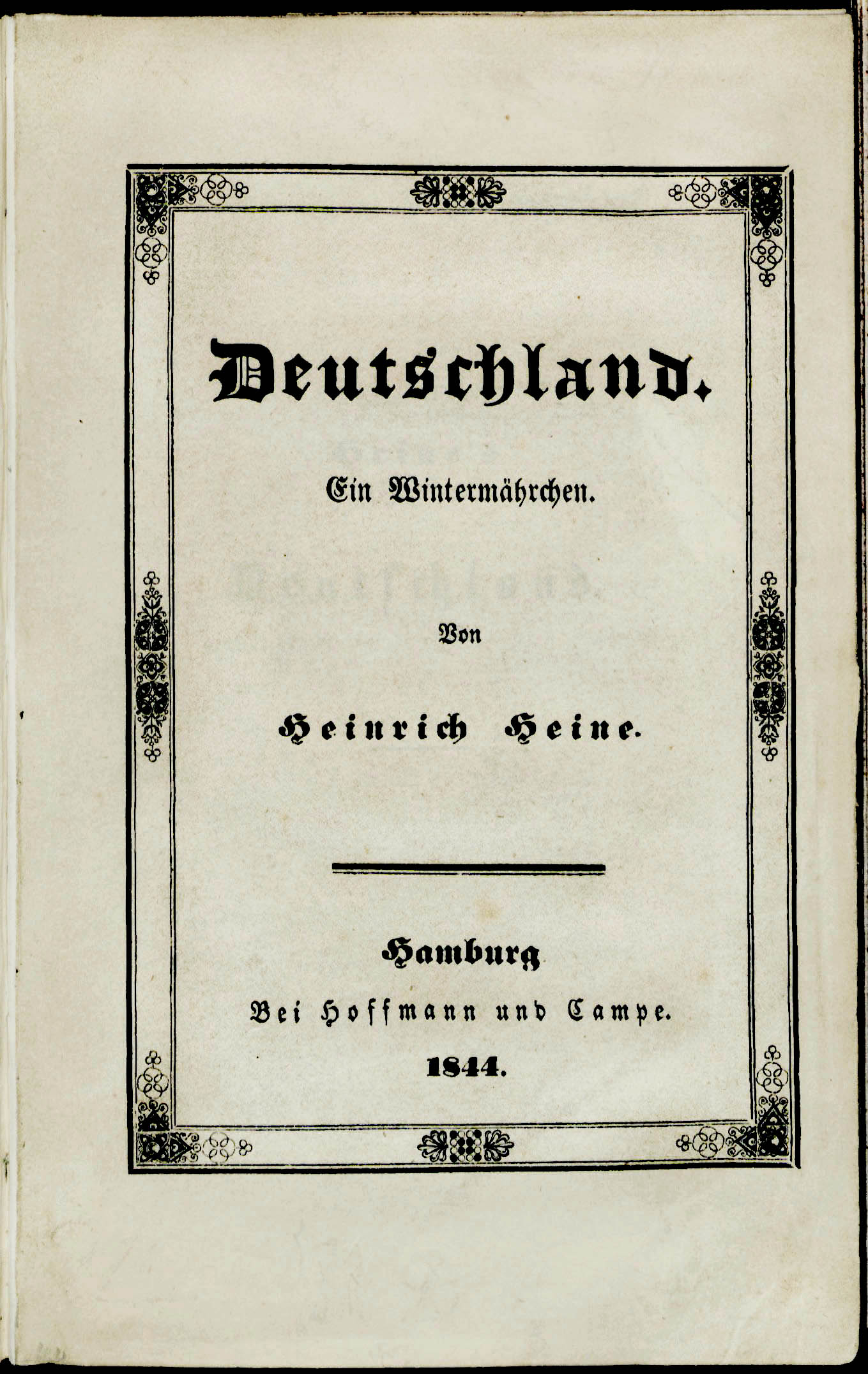
Allemagne. Un conte d'hiver, reliure de la première édition séparée, 1844.

Du milieu des années 1840 datent les grandes épopées en vers de Heine Atta Troll et — nourri par son voyage en Allemagne de 1843 — Allemagne. Un Conte d'Hiver. Il y commentait, avec un mordant tout particulier, la situation de l'État, de l'Église et de la société en Allemagne. Il décrit ainsi, dans les vers d'introduction, une scène juste après le passage de la frontière, où une jeune fille chante un air pieux, sur une harpe, « avec de vrais sentiments et une fausse voix » :
« Elle chantait le chant du vieux renoncement,
Le tra-la-la du paradis
Avec lequel, quand il pleurniche, on assoupit
Le peuple, ce grand malappris.

J'en connais la mélodie, j'en connais les paroles,
Je connais même Messieurs les auteurs ;
Je sais, qu'en secret, ils buvaient du vin
Et prêchaient l'eau à leurs auditeurs.
Je veux vous composer, mes amis,
Un chant nouveau, ce qu'il y a de mieux !
Nous voulons déjà, ici-bas sur terre,
Fonder le royaume des cieux.

Nous voulons être heureux sur terre,
Et cesser d'être dans le besoin ;
Le ventre paresseux ne doit pas digérer
Le produit du dur labeur de nos mains. »

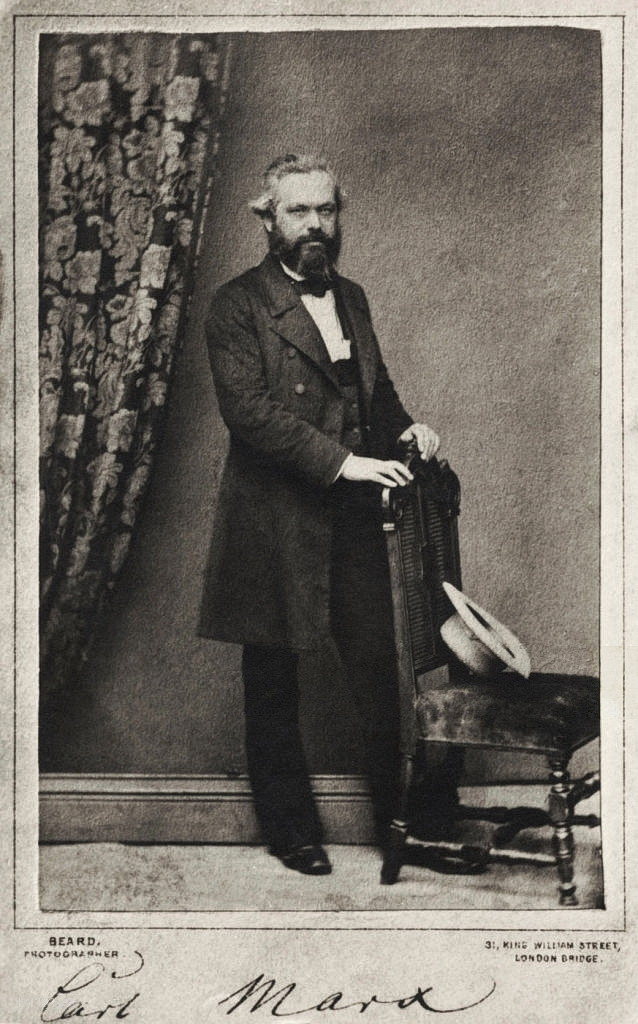
Karl Marx en 1861.

Dans ces vers résonnent des idées de Karl Marx (dont il était cousin par un arrière-arrière-grand-père commun). Il avait fait sa connaissance durant ces années-là, ainsi que celle du futur fondateur de la social-démocratie allemande, Ferdinand Lassalle. Par la suite Heine collabora aux revues de Marx, le Vorwärts ! et les Deutsch-Französische Jahrbücher. Il publia ses nouveaux chants, en 1844, dans le recueil Nouveaux Poèmes, dans lequel le Conte d'hiver apparaissait également au départ.
Depuis le début des années 1840 le ton de Heine s'était considérablement radicalisé. Il fit partie des premiers poètes allemands prenant conscience des conséquences de la révolution industrielle en marche et soulevèrent dans leurs œuvres la question de la misère de la toute nouvelle classe ouvrière. Son poème Les Tisserands silésiens, de juin 1844, est exemplaire à ce sujet. Il était inspiré de la révolte des tisserands, qui avait éclaté le même mois dans les villes silésiennes de Peterswaldau et Langenbielau.
« Les Tisserands Silésiens

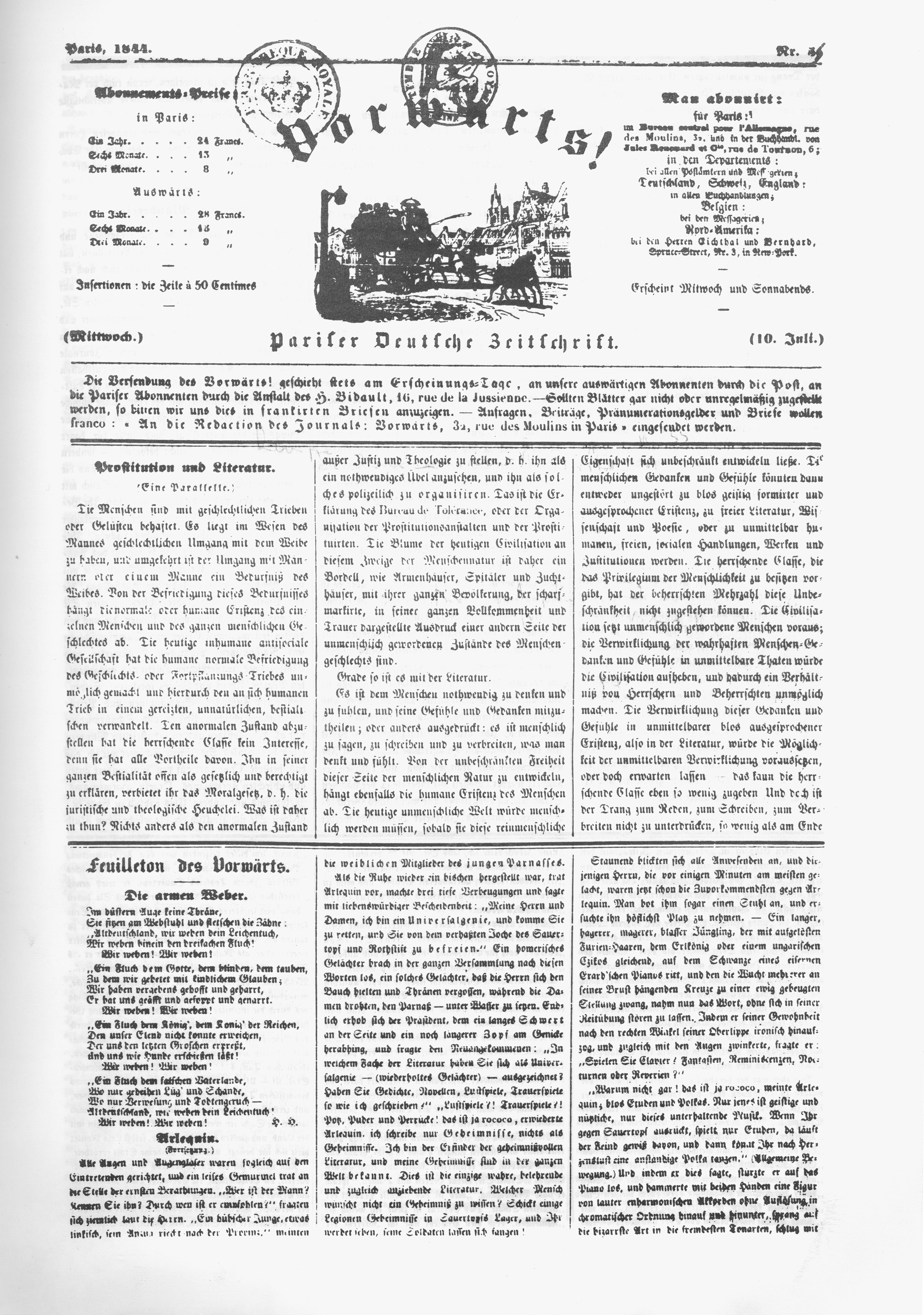
Première page du Vorwärts ! avec le Chant des tisserands de Heine, 1844.

L'œil sombre et sans larmes,
Devant le métier, ils montrent les dents ;
Allemagne, nous tissons ton linceul.
Nous le tissons d'une triple malédiction -
Nous tissons, nous tissons !
Maudit le dieu que nous avons prié
Dans la froideur de l'hiver, dans les jours de famine ;
Nous avons en vain attendu et espéré,
Il nous a moqués, bafoués, ridiculisés -
Nous tissons, nous tissons !
Maudit le roi, le roi des riches,
Que notre misère n'a pu fléchir,
Qui nous a arraché jusqu'au dernier sou
Et nous fait abattre comme des chiens -
Nous tissons, nous tissons !
Maudite l'hypocrite patrie,
Où seuls croissent l'ignominie et la honte,
Où chaque fleur s'affaisse bien tôt,
Et la pourriture, la putréfaction régalent la vermine -
Nous tissons, nous tissons !

La navette vole, le métier craque,
Nous tissons avec ardeur, et le jour, et la nuit -
Vieille Allemagne, nous tissons ton linceul,
Nous le tissons d'une triple malédiction,
Nous tissons, nous tissons ! »
Ce poème, également connu sous le nom de Chant des tisserands, parut le 10 juin 1844, sous le titre Les Pauvres Tisserands, dans le journal Vorwärts !, édité par Karl Marx, et, tiré à 50 000 exemplaires, il fut distribué sous forme de tract dans les régions où avait lieu la révolte. Le ministre de l'intérieur de Prusse, Adolf Heinrich von Arnim-Boitzenburg, décrivit ce texte, dans un rapport au roi Frédéric-Guillaume IV, comme « une harangue aux pauvres parmi le peuple, au ton séditieux et remplie de propos criminels ». La Chambre Royale de justice de Prusse décréta l'interdiction du poème. En 1846, en Prusse, un récitant qui avait malgré tout eu l'audace de dire ce poème en public, fut condamné à la prison. Friedrich Engels, qui avait fait la connaissance de Heine en août 1844, traduisit le Chant des tisserands en anglais et le fit publier, en décembre de la même année, dans le journal The New Moral World.
Depuis le début de sa période parisienne Heine entretenait des liens avec des représentants du saint-simonisme, l'un des premiers courants socialistes. Malgré ces contacts et ses relations amicales avec Marx et Engels, il eut cependant toujours une attitude ambivalente à l'égard de la philosophie marxiste. Heine reconnaissait la misère de la classe ouvrière naissante et soutenait ses revendications. En même temps, il craignait que le matérialisme et la radicalité des idées communistes détruisissent beaucoup de ce qu'il aimait et admirait dans la culture européenne. Dans la préface de l'édition française de Lutèce, Heine écrivait, un an avant sa mort :
« Cet aveu, que l'avenir appartient aux communistes, je le fis d'un ton d'appréhension et d'angoisse extrêmes, et hélas ! ce n'était nullement un masque ! En effet, ce n'est qu'avec horreur et effroi que je pense à l'époque où ces sombres iconoclastes parviendront à la domination : de leurs mains calleuses ils briseront sans merci toutes les statues de marbre de la beauté, si chères à mon cœur ; ils fracasseront toutes ces babioles et fanfreluches fantastiques de l'art, qu'aimait tant le poète ; ils détruiront mes bois de lauriers et y planteront des pommes de terre ; […] et hélas ! mon Livre des Chants servira à l'épicier pour en faire des cornets où il versera du café ou du tabac à priser pour les vieilles femmes de l'avenir. Hélas ! je prévois tout cela, et je suis saisi d'une indicible tristesse en pensant à la ruine dont le prolétariat vainqueur menace mes vers, qui périront avec tout l'ancien monde romantique. Et pourtant, je l'avoue avec franchise, ce même communisme, si hostile à tous mes intérêts et mes penchants, exerce sur mon âme un charme dont je ne puis me défendre ; deux voix s'élèvent en sa faveur dans ma poitrine, deux voix qui ne veulent pas se laisser imposer silence […].
Car la première de ces voix est celle de la logique. […] et si je ne puis réfuter cette prémisse : « que les hommes ont tous le droit de manger, » je suis forcé de me soumettre aussi à toutes ses conséquences […]. La seconde des deux voix impérieuses qui m'ensorcèlent est plus puissante et plus infernale encore que la première, car c'est celle de la haine, de la haine que je voue à un parti dont le communisme est le plus terrible antagoniste, et qui est pour cette raison notre ennemi commun. Je parle du parti des soi-disant représentants de la nationalité en Allemagne, de ces faux patriotes dont l'amour pour la patrie ne consiste qu'en une aversion idiote contre l'étranger et les peuples voisins, et qui déversent chaque jour leur fiel, notamment contre la France.  »
— Heine, Lutèce, 1855

### La révolution échouée

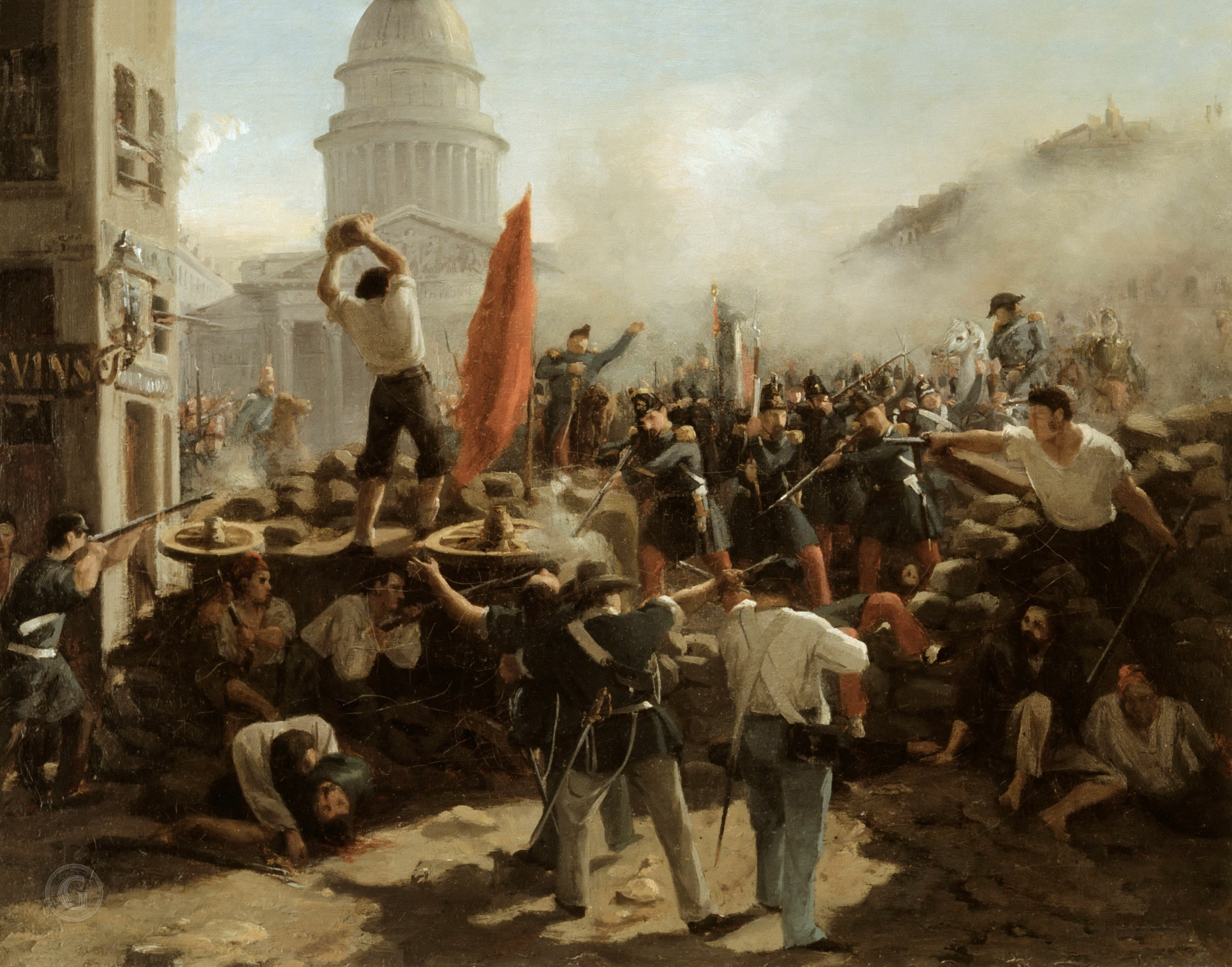
Barricade dans la rue Soufflot, Paris, 25 juin 1848.

Proche du mouvement libéral constitutionnel, Heine suit les événements de l'année 1848 en Europe avec des sentiments mélangés. Largement en accord avec la situation politique instaurée en France par la révolution de juillet 1830, il n'a aucun problème à accepter une rente de l'État français. De ce point de vue, il regarde la révolution parisienne de février et ses répercussions avec un scepticisme grandissant. Dans une lettre du 9 juillet 1848 à Julius Campe, par exemple, il qualifie les événements d'« anarchie universelle, embrouillamini mondial, folie divine devenue manifeste! »
En revanche, en Allemagne, il fallait absolument créer un État national et avec une constitution démocratique. Cet objectif, que Heine soutenait, était alors également celui que poursuivaient les libéraux durant la révolution de Mars dans les États de la Confédération germanique. Cependant, les défenseurs d'un régime républicain et démocratique restaient minoritaires, non seulement dans les parlements des différents États, mais également au Parlement de Francfort : déçu, Heine se détourne bientôt de l'évolution des événements en Allemagne. Dans la tentative du premier parlement élu en Allemagne de créer une monarchie impériale héréditaire, il ne voit que le rêve romantique, et politiquement impropre, de la résurrection du Saint-Empire romain germanique, disparu en 1806.

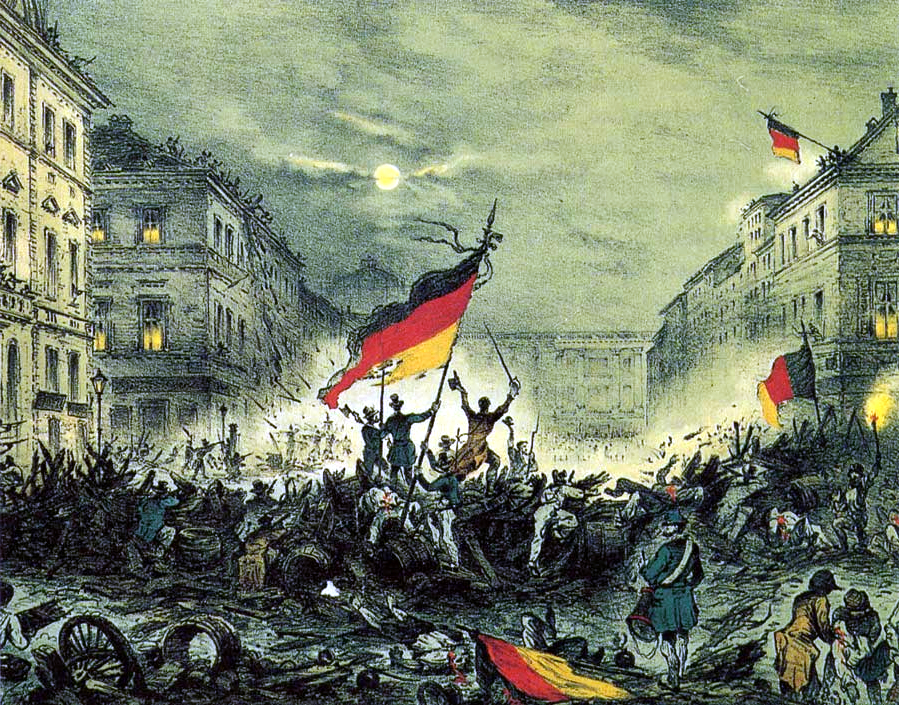
Le drapeau noir-rouge-or pendant la révolution de Mars à Berlin.

Dans le poème Michel après mars, il écrit :
« Lorsque le drapeau noir-rouge-or,
Le bric-à-brac de la vieille Allemagne,
Parut à nouveau, alors l'illusion chancela
Ainsi que la féerie suave des contes.

Je connaissais les couleurs de cette bannière
Et leur présage :
De la liberté allemande, elles m'apportaient
Les pires nouvelles.
Je voyais déjà le Arndt et le père Jahn
Ces héros d'un autre temps
S'extirper de leurs tombeaux
Et se battre pour l'Empereur.
Toute cette faune d'étudiants
Sortis de mes jeunes années
Qui s'enflammaient pour l'Empereur,
Lorsqu'ils étaient ivres.

Je voyais la gent grisonnante à force de péchés
Des diplomates et des prêtres,
Les vieux chevaliers servants du droit romain,
S'affairant au temple de l'unité - (…) »
Les couleurs noir-rouge-or sont donc, aux yeux de Heine, un symbole tourné vers le passé, les couleurs des Burschenschaften allemandes, à qui il reproche leur « teutomanie » et leur « patriotisme pompeux ». À ceux qui critiquent cette position, il a déjà répondu en 1844 dans la préface de Allemagne. Un conte d'hiver : « Plantez les couleurs noir-rouge-or au sommet de la pensée allemande, faites-en l'étendard de la liberté des hommes, et je verserai pour elle le meilleur sang de mon cœur. Tranquillisez-vous, j'aime la patrie, tout comme vous. » La première phase de la révolution échoua lorsque le roi de Prusse Frédéric-Guillaume IV refusa la couronne impériale que lui proposait la majorité à l'assemblée nationale. En réaction, de nouveaux soulèvements démocratiques eurent lieu, à l'ouest et dans le sud-ouest de l'Allemagne. L'objectif était d'imposer aux princes la constitution de Francfort. Mais, entre l'été et l'automne, cette seconde vague révolutionnaire est bientôt vaincue, en grande partie par les troupes prussiennes. Résigné, Heine commente les événements dans son poème En octobre 1849:
« Les vents violents se sont couchés
Et le calme revient au pays.
Germania, la grande enfant
se réjouit à nouveau de ses arbres de Noël.

(…)
Dans une douillette intimité se reposent le fleuve et la forêt,
baignés d'un doux clair de lune ;
Ne reste parfois qu'un bruit sec - Est-ce un coup de feu ? -
C'est un ami peut-être, que l'on fusille. »

### Le tombeau-matelas
En février 1848, alors que la révolution éclate à Paris, Heine fait une grave crise. Presque totalement paralysé, il doit passer ses huit dernières années alité, dans ce qu'il appelle lui-même son « matelas-tombeau ». Depuis 1845 une maladie neurologique le ronge, s'aggravant de façon dramatique par crises successives. En 1846 il est même déclaré mort. Des séjours dans des lieux de cure, à Barèges dans les Pyrénées en 1846 ou à la campagne près de Montmorency en 1847, par exemple, ne lui apportent aucun soulagement sensible. S'y ajoutent les désagréments occasionnés par le conflit de succession qu'il a eu, des années durant, avec son cousin de Hambourg, Carl Heine, conflit qui ne sera réglé qu'en 1847. L'état de santé de Heine est alors déjà très dégradé.
Friedrich Engels rapporte en janvier 1848, soit encore avant la crise décisive : « Heine est au plus mal. Il y a quinze jours je suis allé le voir, il était au lit et venait d'avoir une crise nerveuse. Hier il était debout mais faisait peine à voir. Il ne peut plus faire trois pas. En s'appuyant aux murs, il se glisse du fauteuil au lit, et vice versa. En plus de cela le bruit dans sa maison, qui le rend fou. »

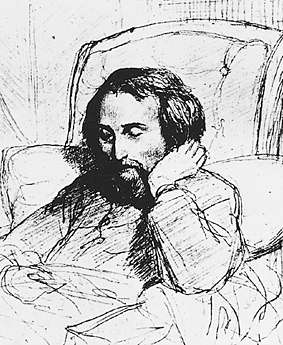
Heinrich Heine malade (dessin de Charles Gleyre, 1851).

Heine lui-même semble convaincu d'être malade de la syphilis et certains se prononcent, encore aujourd'hui, en faveur au moins du caractère syphilitique de son mal. De nombreux biographes reprirent d'abord ce diagnostic, qui est pourtant depuis peu de plus en plus remis en question. Une étude plus poussée de tous les documents contemporains relatifs aux antécédents de Heine attribue plutôt les symptômes les plus importants à une maladie tuberculeuse, tandis qu'une analyse des cheveux du poète, effectuée en 1997, suggère un saturnisme chronique,. Une autre hypothèse circule, selon laquelle il aurait souffert de sclérose latérale amyotrophique ou de sclérose en plaques.
La puissance créatrice et intellectuelle de Heine ne faiblit pas durant les années passées dans son lit de douleur. Alors qu'il ne peut quasiment plus écrire lui-même, il dicte le plus souvent ses vers et ses écrits à un secrétaire, ou confie à celui-ci la recopie des brouillons écrits de sa propre main. La relecture des manuscrits, dont il se chargera jusqu'à la fin, constitue pour Heine, presque aveugle, un tourment supplémentaire. Malgré ces conditions difficiles il publie encore tout une série d'œuvres essentielles, au nombre desquelles le volume de poésie Romancero (1851), ainsi que Le Docteur Faust et en 1854 trois volumes d'Écrits mêlés comprenant, entre autres, son testament politique Lutèce et Les poèmes. 1853 et 1854.
Dans le poème Enfant perdu tiré du Romancero, il tire le bilan de sa vie politique :
« Sentinelle perdue dans la guerre de la liberté,
J'ai tenu, fidèle, pendant trente années.
J'ai combattu sans espoir de vaincre.
Je savais que je ne rentrerais pas indemne.

[…]
Mais je tombe invaincu, et mes armes
Ne se sont pas brisées - Mon cœur seul s'est brisé. »
Dans les années qui ont précédé sa mort Heine développe une vision plus indulgente de la religion. Dans son testament du 13 novembre 1851 il déclare sa foi en un Dieu personnel, sans pour autant se rapprocher de l'une des Églises chrétiennes ou du judaïsme. Il s'y exprime ainsi :
« Bien que, par mon acte de baptême, j'appartienne à la confession luthérienne, je ne souhaite pas que des représentants de cette Église soient invités à mon enterrement ; de même, je refuse que tout autre prêtre officie, lors de l'inhumation de mon corps. Ce souhait n'est pas une lubie de libre-penseur. Depuis quatre ans, j'ai renoncé à tout orgueil philosophique et suis revenu vers des idées et des sentiments religieux ; je meurs dans la croyance en un Dieu unique, le créateur éternel de ce monde, dont j'implore la miséricorde pour mon âme immortelle. Je regrette d'avoir parfois parlé de choses saintes sans le respect qui leur était dû, mais j'étais entraîné bien plus par l'esprit de mon époque que par mes propres penchants. Si j'ai, sans le savoir, offensé les bonnes mœurs et la morale, essence véritable de toutes les religions monothéistes, alors j'en demande pardon à Dieu et aux hommes. »

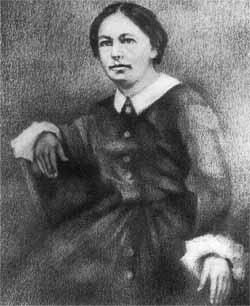
Elise Krinitz, la « Mouche ».

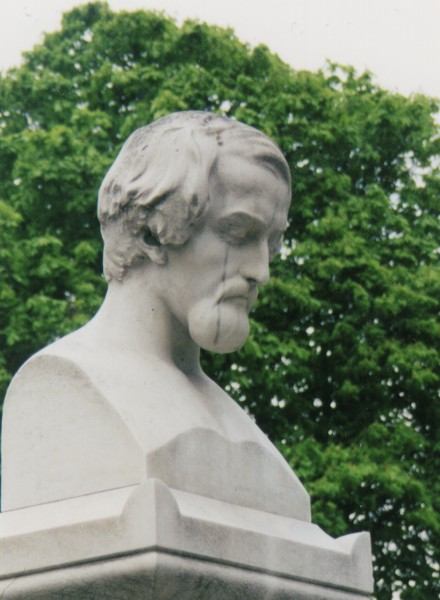
Buste de Heine au cimetière de Montmartre à Paris.

Déjà en septembre 1851 il avait justifié par sa longue maladie sa foi renouvelée en un Dieu « capable de secourir ». Il comparait, en même temps, la conviction de l'immortalité de l'âme, qui accompagnait cette foi, avec un « os à moelle que le boucher, content de son client, lui glisse dans le panier, en guise de cadeau ». D'un tel os on fait « de délicieux bouillons, qui, pour un pauvre malade languissant, constituent un festin tout à fait bénéfique ». Le texte s'achève finalement par le refus de toute religiosité organisée :
« Je dois pourtant démentir formellement la rumeur, selon laquelle mes pas en arrière m'auraient mené jusqu'au sein ou même au seuil de quelque Église que ce soit. Non, mes convictions et opinions religieuses sont restées libres de tout clergé ; aucun son de cloche ne m'a séduit, aucun cierge ne m'a ébloui. Je n'ai joué d'aucune symbolique et n'ai pas tout à fait renoncé à ma raison. Je n'ai rien abjuré, pas même mes vieilles divinités païennes, dont je m'étais certes détourné, mais ne m'en séparant qu'avec amour et amitié. »
— Postface de Romancero
Malgré sa souffrance, l'humour et la passion ne font pas défaut à Heine. Les derniers mois de sa vie furent rendus plus supportables par les visites de son admiratrice Elise Krinitz, qu'il appelait tendrement « Mouche », faisant référence à l'animal figurant sur le cachet de ses lettres. La jeune femme, âgée de 31 ans, née en Allemagne, était venue à Paris avec ses parents adoptifs. Elle « vivait en donnant des cours de piano et de langue allemande ». Par la suite, elle deviendra écrivain sous le pseudonyme de Camille ou de Camille Selden. Heine fait d'elle sa « fleur de lotus adorée » et son « gracieux chat musqué ». Elise Krinitz aime sincèrement cet homme moribond, quasi aveugle. Il avait été « le poète favori de ses jeunes années ». À cause de l'état de Heine, cette passion n'a pu s'épanouir que sur un plan purement intellectuel, ce qu'il commente avec beaucoup d'auto-dérision dans les vers suivants :
« Des mots ! Des mots ! Pas de faits !
jamais de viande, poupée chérie.
L'esprit toujours et pas de rôti,
pas de boulettes dans la soupe »

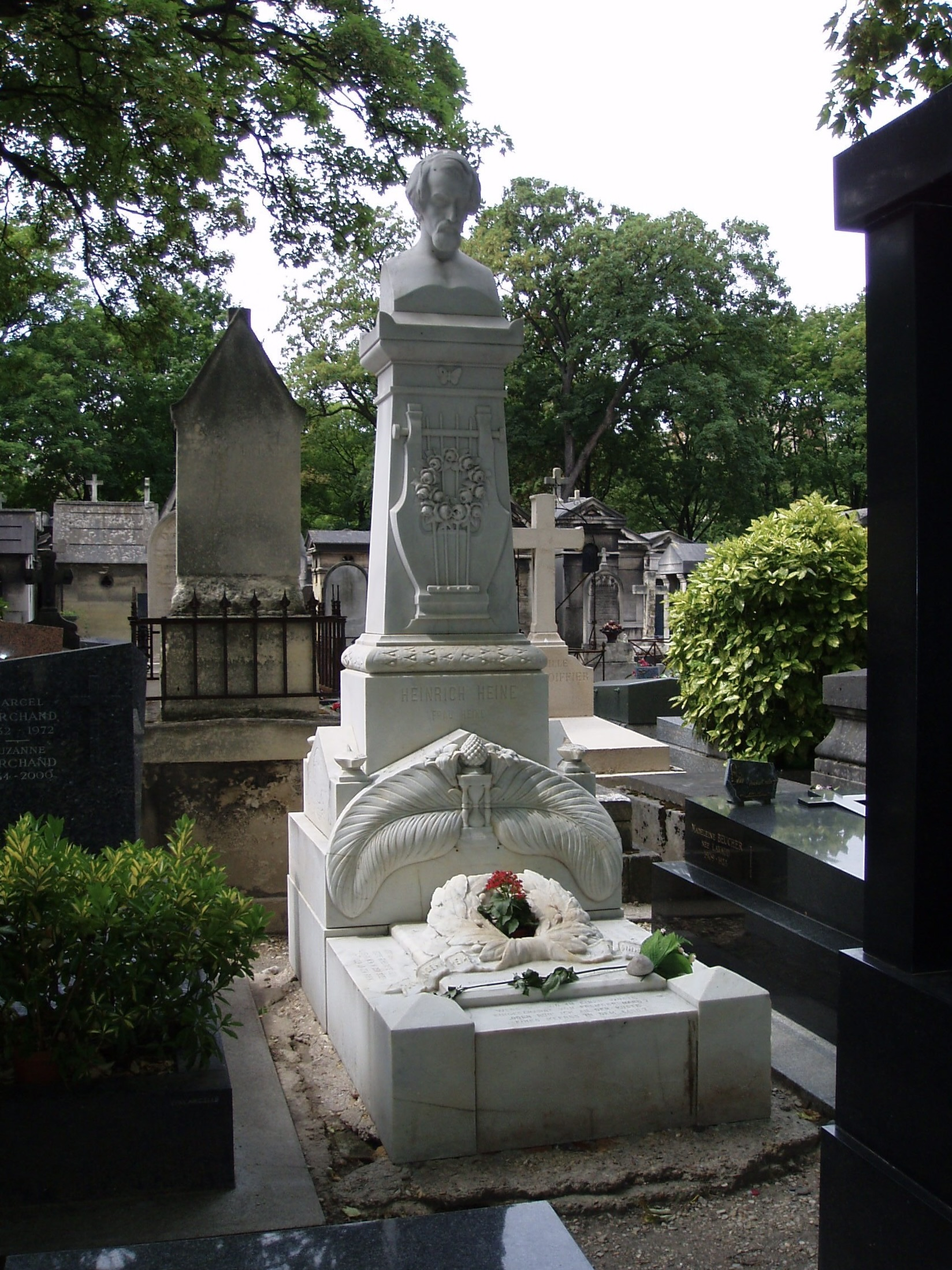
Tombe de Heine à Paris.

Sa capacité à plaisanter encore de la mort — ainsi que la pleine conscience qu'il avait de son rang au sein de la littérature allemande —, est démontrée par ce poème :
« En mon sein sont morts
Tous les désirs vains de ce monde,
Quasi morte aussi en moi
La haine des méchants, et même le sens
De ma propre misère, comme de celle des autres -
En moi ne vit encore que la mort !

Le rideau tombe, la pièce est jouée,
Et maintenant, lassé, il rentre chez lui
Mon cher public allemand,
Les bonnes gens ne sont pas stupides,
Réjoui, il mange jusqu'à la nuit,
Et boit son verre, chante et rit -
Il a raison, le noble héros,
qui jadis disait, dans le livre d'Homère :
Le moindre philistin vivant
De Stuckert sur Neckar, est bien plus heureux
Que moi, le Pélide, le héros mort,
Le prince de l'ombre dans le monde souterrain. »

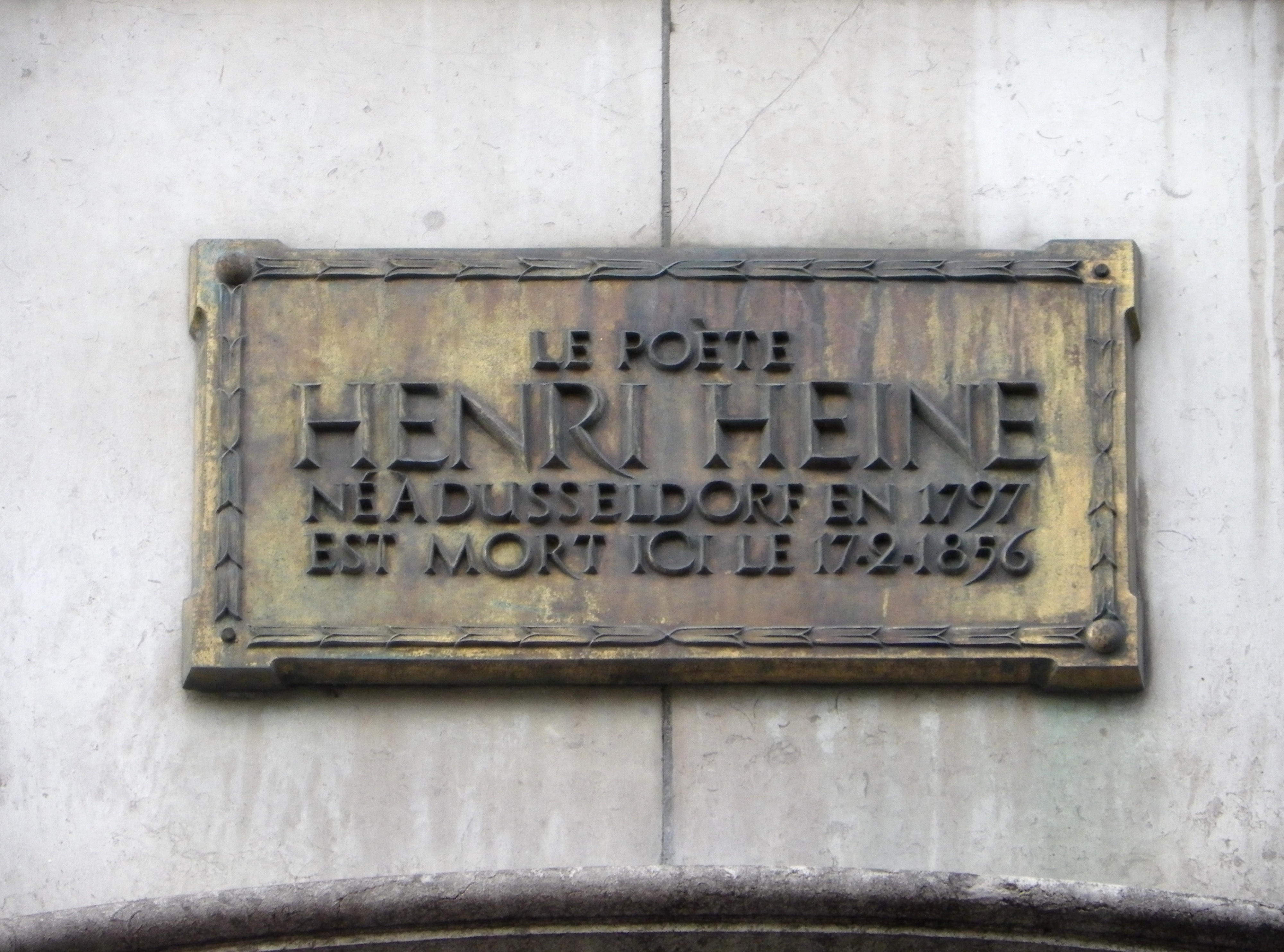
Plaque commémorative Henri Heine au 3, avenue Matignon à Paris.

Le 17 février 1856 Heinrich Heine meurt au 3 avenue Matignon à Paris dans l'ancien 1er arrondissement (actuellement dans le 8e arrondissement).
Trois jours plus tard il est enterré au cimetière de Montmartre. Selon ses dernières volontés, Mathilde, sa légataire universelle, sera enterrée avec lui, 27 ans plus tard. Le tombeau, construit en 1901, a été décoré par un buste en marbre du sculpteur danois Louis Hasselriis (de) et du poème Où ?.
Dans la préface de son Spectacle intérieur (1970) l'essayiste Jean Pommier cite cette épitaphe pour Heine : " Il aima les roses de la Brenta".
« Le dernier repos de celui que le voyage
A fatigué, où sera-t-il ?
Sous les palmiers du sud ?
Sous les tilleuls du Rhin ?

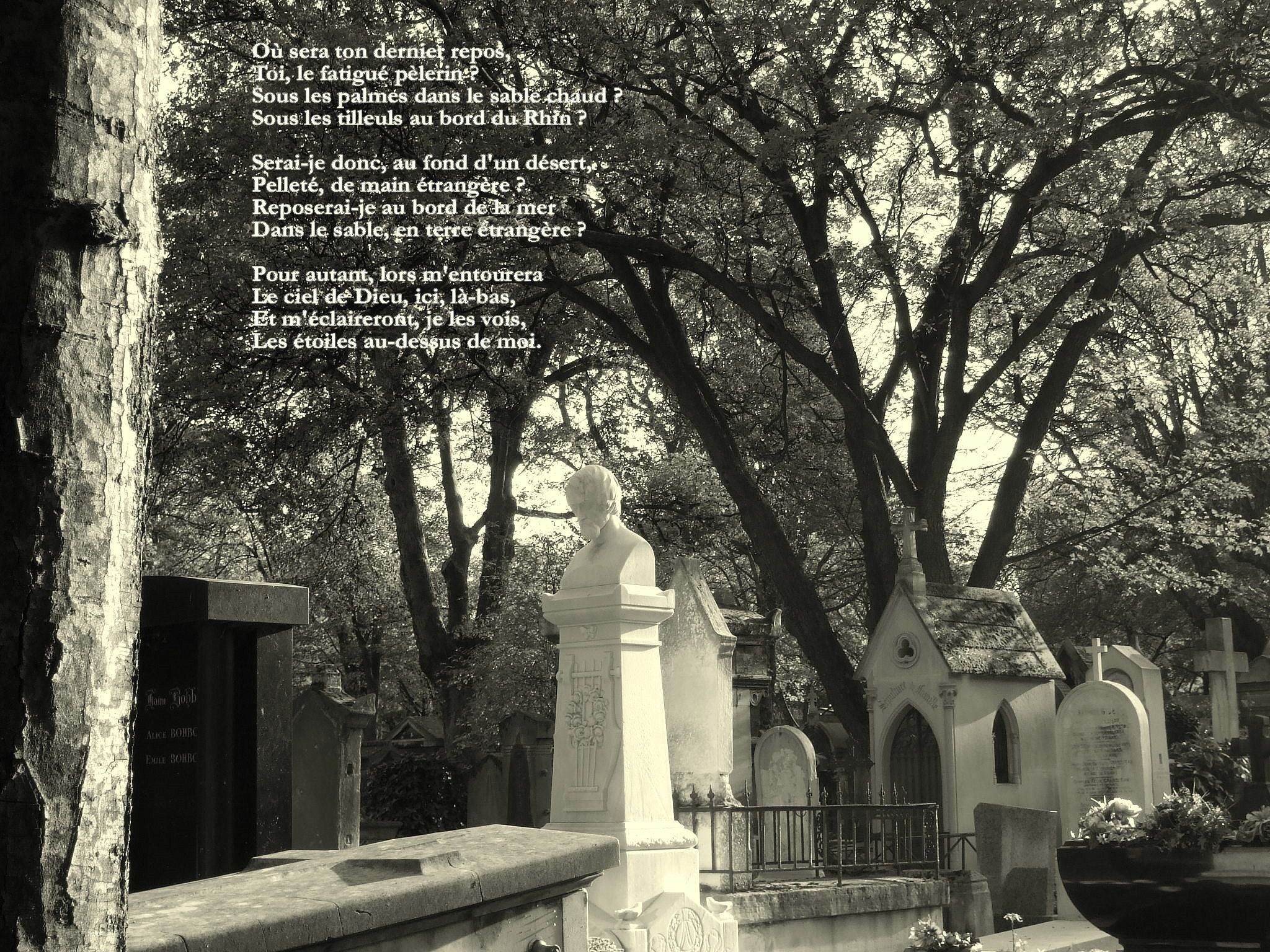
Tombe de Heine à Paris et poème Où ?.

Serai-je, quelque part dans le désert,
Enfoui par des mains étrangères ?
Ou reposerai-je sur les bords
D’une mer, dans le sable ?

Quoi qu’il en soit ! le ciel de Dieu
m’entourera, là-bas comme ici
Et en guise de veilleuses flotteront
La nuit au-dessus de moi les étoiles. »

## Importance et héritage
En raison de son originalité autant que de son étendue, tant au niveau de la forme que du fond, l'œuvre de Heine ne peut être clairement classée dans aucun courant littéraire. Heine est issu du romantisme, mais il en a très vite dépassé la tonalité et la thématique - même en poésie. Son biographe Joseph A. Kruse voit dans son œuvre des éléments issus de l'Aufklärung (les Lumières allemandes), du classicisme de Weimar, du réalisme et du symbolisme.
Il était surtout un auteur critique du Vormärz. Son aspiration au changement politique, à plus de démocratie dans toute l'Europe, et particulièrement en Allemagne, le rapproche des écrivains de la Jeune-Allemagne, au nombre desquels on le compte parfois. Qu'il puisse concevoir la démocratie dans le cadre d'une monarchie constitutionnelle, comme celle du « Roi Citoyen », Louis-Philippe Ier, lui a valu la critique des républicains convaincus. Par contre, la prise de distance de Heine avec la littérature engagée, qu'il comparait à des « articles de journaux rimés » eut lieu bien moins pour des motifs politiques qu'esthétiques. Heine était proche de Karl Marx et de Friedrich Engels, sans pour autant partager tout à fait leur philosophie politique.
Heine divisait déjà ses contemporains, notamment parce que lui-même ne reculait pas devant des jugements clivants. Il attaquait ses adversaires, réels ou supposés, aussi durement qu'il était attaqué lui-même, et ne s'effrayait d'aucune polémique. Après sa mort, l'âpreté des débats à son égard s'accrut encore - et persista encore plus d'un siècle.

### Le conflit de la mémoire
Symptomatique fut le conflit autour de l'édification d'un monument à la mémoire de Heine en Allemagne, qui fit dire à Kurt Tucholsky en 1929 : « Dans ce pays, le nombre des monuments allemands élevés à des guerriers se rapporte au nombre des monuments allemands à Heine comme le pouvoir à l'esprit. »
Depuis 1887, il existait des initiatives pour l'érection d'un monument en l'honneur du poète dans sa ville natale de Dusseldorf, afin de célébrer le prochain centenaire de sa naissance. Mais la perception de Heine par le public était alors de plus en plus influencée par des spécialistes littéraires aux arguments nationalistes et antisémites. Ainsi, dans son fameux essai publié en 1906 Heinrich Heine. Un monument aussi, Adolf Bartels dénonçait, après coup, les projets de monument de Dusseldorf comme une « capitulation devant le judaïsme » et Heine lui-même comme « Juif de la décadence ». En 1893, face à de semblables attaques, le conseil municipal de Dusseldorf avait déjà retiré son approbation à l'érection du monument conçu par le sculpteur Ernst Herter. Cette représentation de la Loreley fut finalement acquise par des germano-américains pour le quartier du Bronx à New York. Aujourd'hui connue sous le nom de Lorelei fountain, elle se trouve à proximité du Yankee Stadium. À Dusseldorf, on apposa plus tard une plaque commémorative sur la maison natale de Heine, qui fut toutefois démontée et fondue en 1940.
Entreprise en 1931, une seconde tentative à Dusseldorf pour ériger un monument à Heine échoua deux ans plus tard avec l'arrivée des nazis au pouvoir. La sculpture allégorique, déjà achevée, le Jeune homme montant fut exposée, sans référence explicite à Heine, d'abord dans un musée, puis, après-guerre, à la Cour d'honneur de Düsseldorf (de). Ce n'est que depuis 2002 qu'une inscription sur son socle désigne Heine. La ville natale de Heine n'a honoré le poète
officiellement, avec l'érection d'un monument, qu'en 1981, soit près de 100 ans après les premières initiatives dans ce sens, et cela a de nouveau généré un conflit. La Heinrich-Heine-Gesellschaft souhaitait l'exécution d'un projet qu'Arno Breker avait déjà conçu pour le concours de 1931. Breker, admirateur de Heine, mais également l'un des sculpteurs officiels au temps du national-socialisme, avait réalisé une figure assise idéalisée, qui représente le poète sous les traits d'un jeune homme lisant. Le responsable du service culturel de Dusseldorf refusa cependant cette sculpture. Par la suite elle fut exposée sur l'île Nordeney. C'est finalement le projet du sculpteur Bert Gerresheim (de) qui a été réalisé, l'actuel monument à Heine sur le Schwanenmarkt de Dusseldorf (de).

Principaux monuments dédiés à Heine
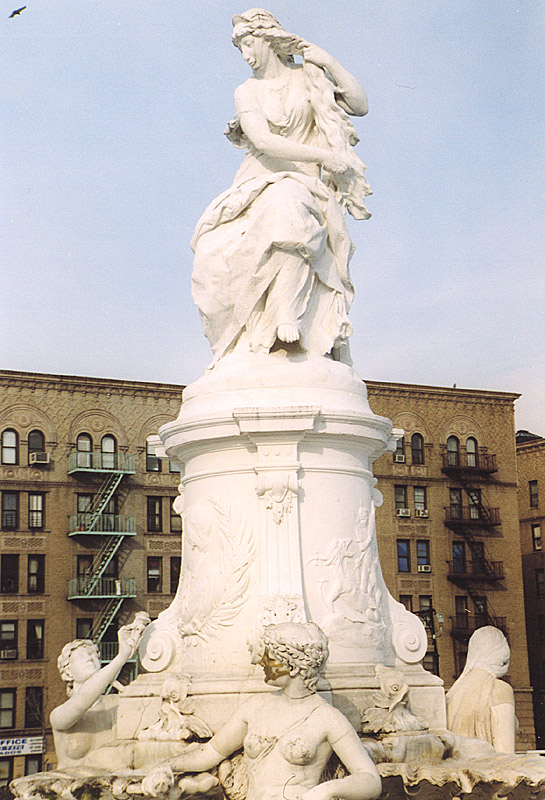
La Lorelei fountain, 1899, New York, Bronx.
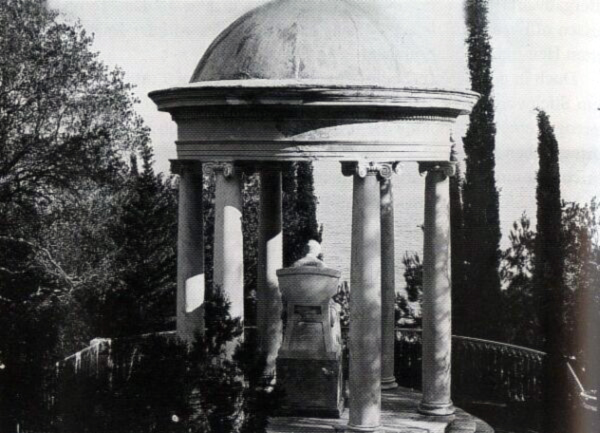
Vue arrière du monument de Corfou, aujourd'hui à Toulon.
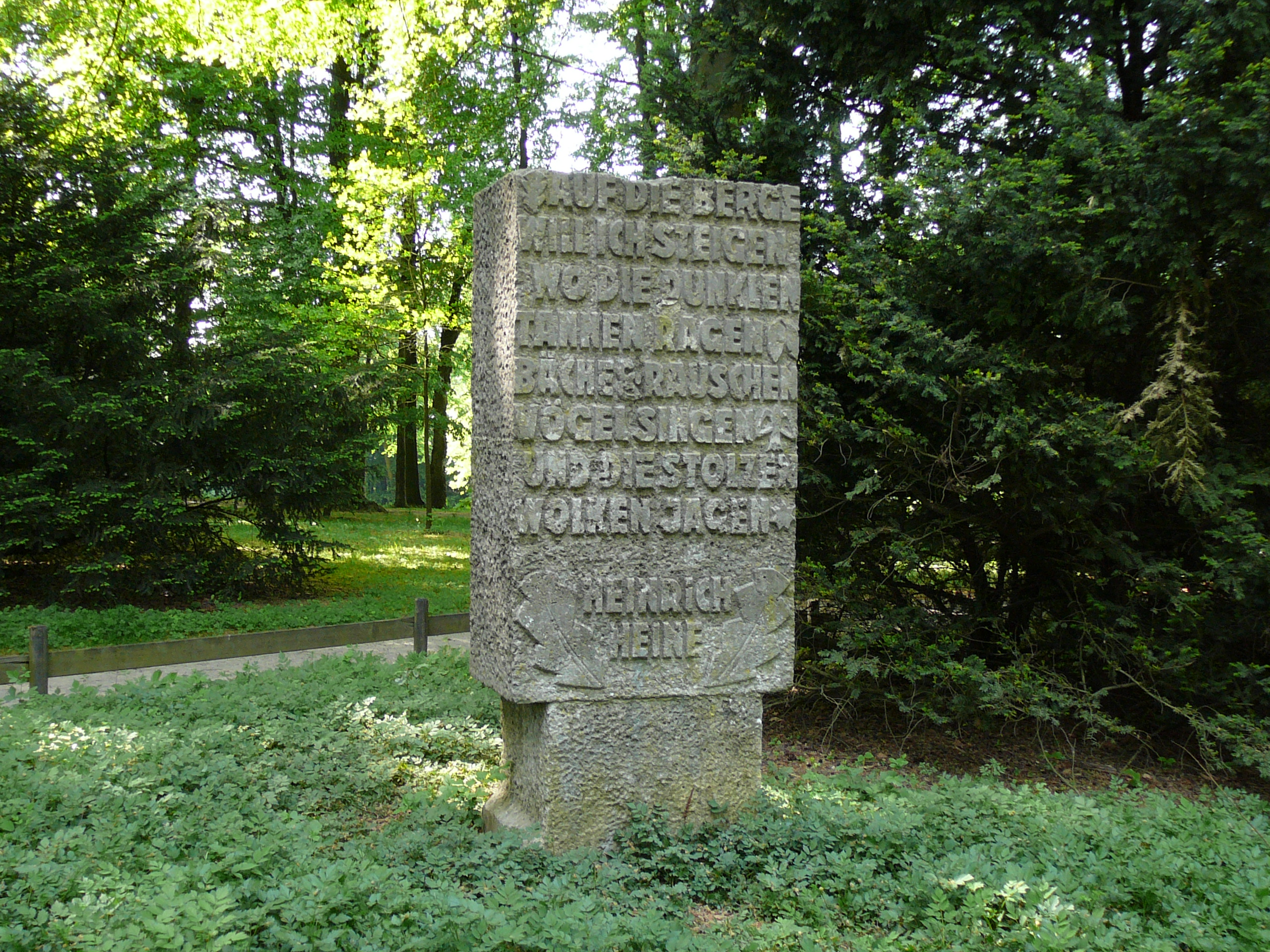
Wuppertal, monument remplaçant le premier, érigé en 1893.
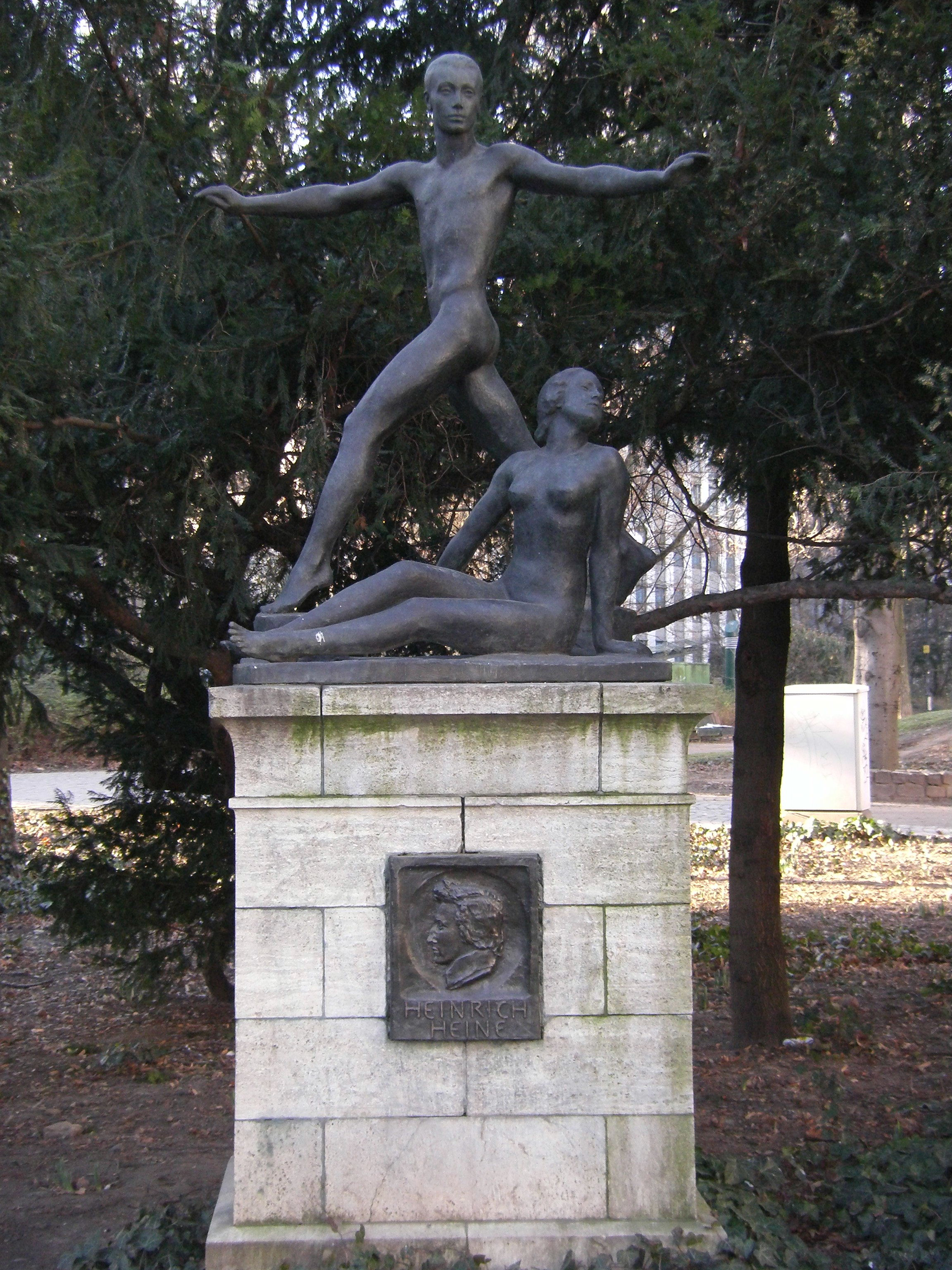
Francfort, le plus vieux monument, encore existant, 1913, Georg Kolbe.
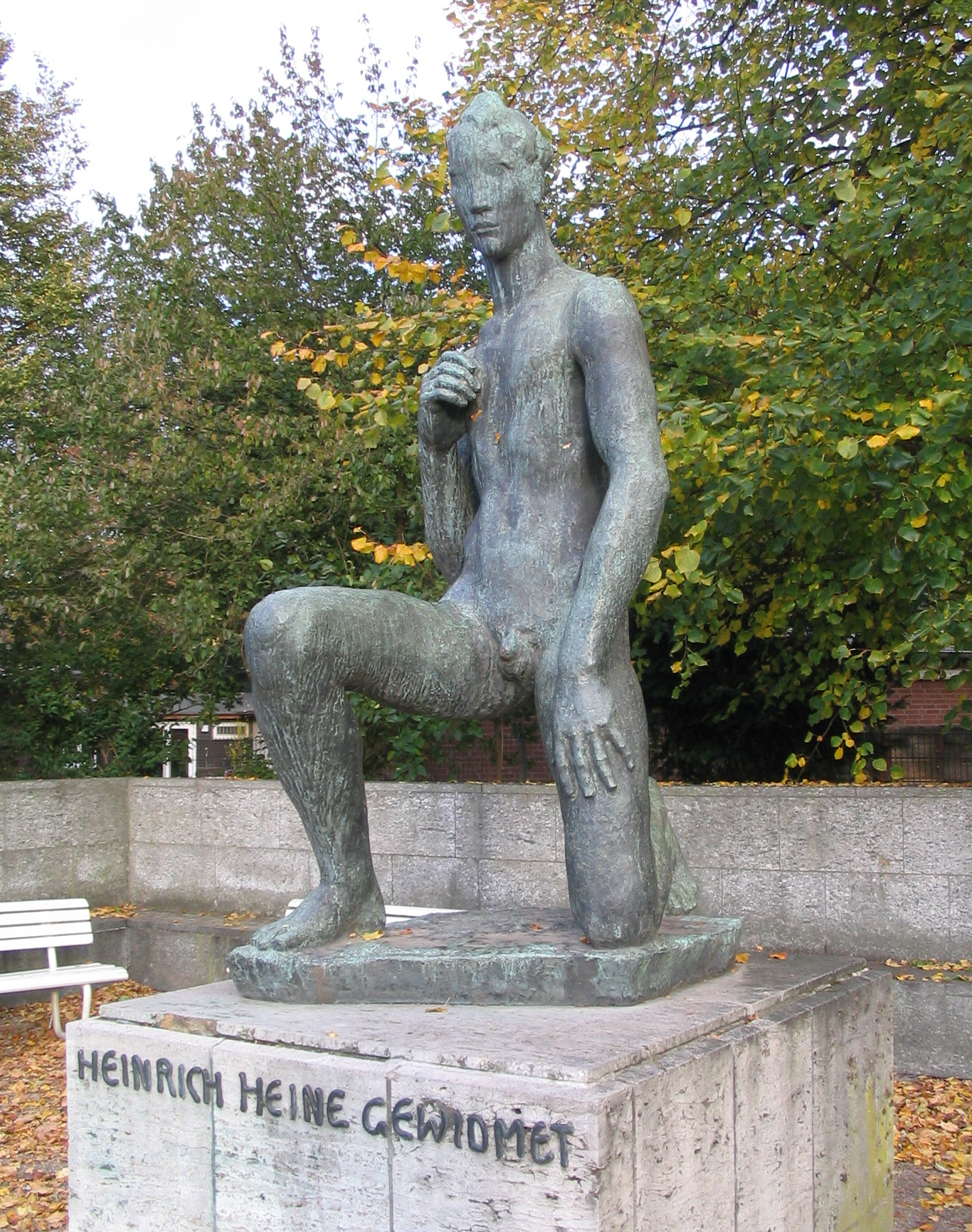
Jeune homme montant, 1931, Georg Kolbe.
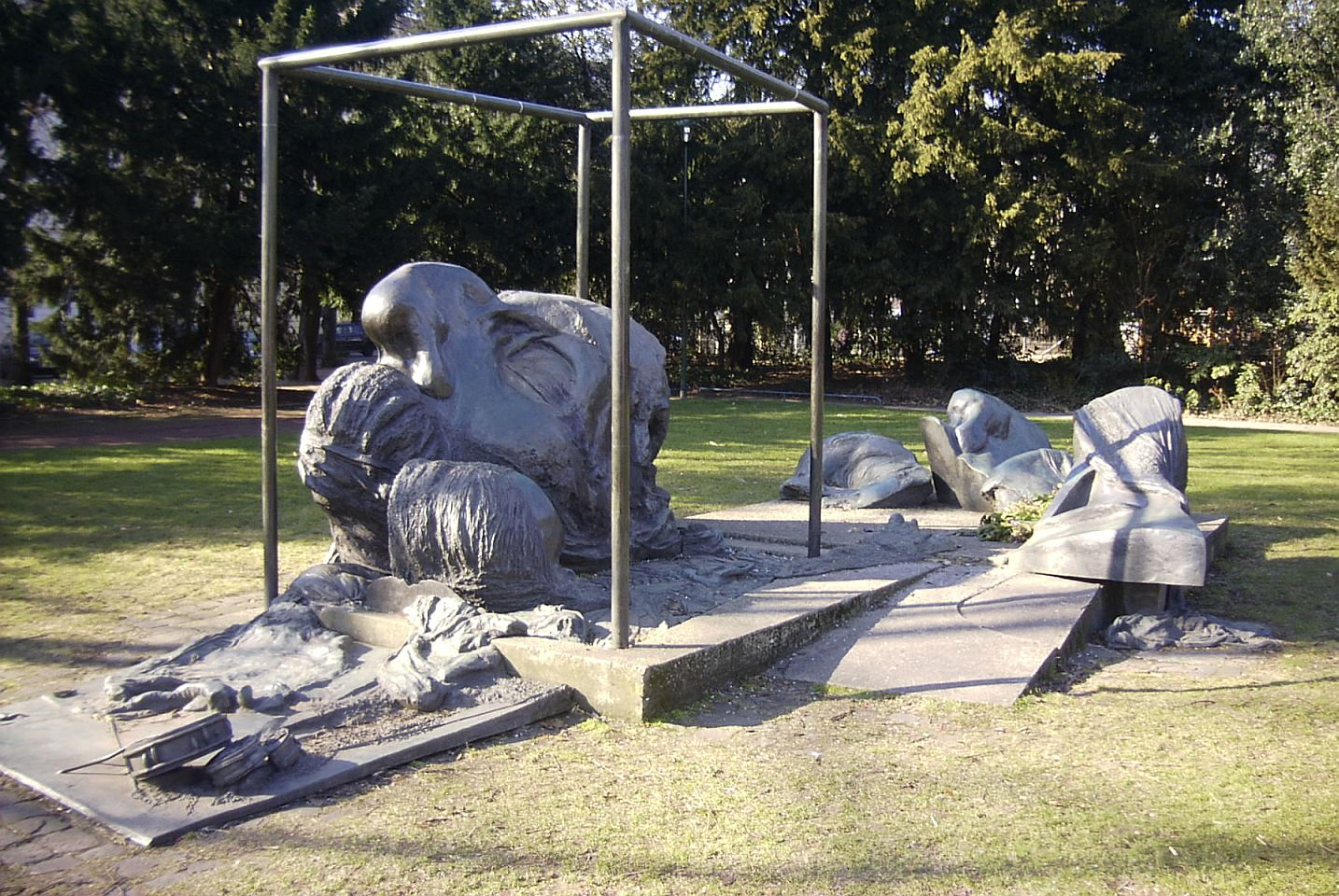
Dusseldorf, 1981, Bert Gerresheim.

Tout comme à Dusseldorf, l'érection d'un monument à Hambourg posa problème. L'impératrice Élisabeth d'Autriche, qui admirait Heine et avait soutenu la première initiative en faveur de l'érection d'un monument à Dusseldorf, voulut offrir à la ville hanséatique une statue en marbre représentant Heine assis, que le danois Louis Hasselriis - également créateur du buste ornant la tombe de Heine - avait exécutée en 1873. Cependant la ville refusa ce cadeau. L'impératrice fit alors exposer cette statue, en 1892, dans le parc de l'Achilléon, son château sur l'île de Corfou. En 1909, sur ordre de l'empereur allemand Guillaume II, qui, entre-temps, avait acquis le château, la statue fut retirée. L'empereur qui considérait Heine comme le « pire saligaud de tous les poètes allemands », céda la statue à l'éditeur hambourgeois Heinrich Julius Campe, le fils de Julius Campe. Celui-ci voulut en faire cadeau, pour la seconde fois, au sénat de Hambourg. Mais elle fut à nouveau refusée, au motif de la prétendue « attitude anti-patriotique » de Heine. À cette occasion, un débat public avait également eu lieu, auquel Adolf Bartels prit part, avec une argumentation antisémite. Le monument fut enfin érigé sur la propriété de la maison d'édition Hoffmann und Campe dans la Mönckebergstraße. Il ne fut exposé publiquement à Altona qu'en 1927. Afin de le protéger de la destruction par les nazis, la fille de Campe le fit démonter en 1934 et, en 1939, elle le fit transporter dans sa résidence de Toulon, dans le sud de la France. Durant la période de l'occupation allemande, la statue fut cachée et ne trouva son emplacement définitif qu'en 1956, dans le jardin botanique de Toulon. Il y a quelques années, une initiative du comédien Christian Quadflieg (de) pour ramener la sculpture à Hambourg fut conclue par un échec.
Ce n'est qu'en 1926 que Hambourg eut un monument dédié à Heine, lorsqu'une statue, réalisée en 1911 par le sculpteur Hugo Lederer, fut inaugurée dans parc municipal de Winterhuder. Ce monument fut enlevé par les nazis, dès 1933, et fondu pendant la Seconde Guerre mondiale. Depuis 1982, une nouvelle statue de Heine, du sculpteur Waldemar Otto (de), se trouve sur le Rathausmarkt,.
Le premier monument, sans doute, qui fut érigé en Allemagne, en l'honneur de Heine, fut le fruit d'une initiative privée : en 1893, la baronne Selma von der Heydt fit ériger, sur le Friedensaue à Küllenhahn (de) (aujourd'hui annexé à Wuppertal), une pyramide tronquée d'environ deux mètres de haut, dans laquelle étaient enchâssées trois plaques commémoratives. Un mât de drapeau qui en faisait partie avait déjà disparu en 1926, le reste fut détruit à l'époque nazie, par les jeunesses hitlériennes. En 1958, la ville de Wuppertal inaugura un nouveau monument dans le Von-der-Heydt-Park (de). Le sculpteur Harald Schmahl utilisa trois blocs en calcaire coquillier, issus des ruines du Barmer Rathaus (de).
Le plus vieux monument à Heine encore existant se trouve à Francfort-sur-le-Main. Il s'agit également du premier érigé par les pouvoirs publics. En 1913, Georg Kolbe, qui allait également recevoir, 20 ans plus tard, la commande du monument à Heine pour le Ehrenhof de Dusseldorf, avait déjà réalisé, à la demande de la ville de Francfort, une sculpture allégorique représentant un jeune homme marchant. Durant la période nazie, cette œuvre fut cachée dans la cave du Städel-Museum sous le nom inoffensif de « Chant du printemps ». Il fut ainsi le seul monument allemand dédié à Heine qui survécut à la dictature hitlérienne et à la Seconde Guerre mondiale. Il est aujourd'hui, à nouveau, sur le Wallanlagen (de).
Bert Gerresheim, le créateur du monument de Dusseldorf, érigé en 1981, a également réalisé le buste de marbre de Heinrich Heine, inauguré le 28 juillet 2010 au Walhalla. Le cercle des amis de Heine de Dusseldorf s'y était employé dix années durant. En 2006, le gouvernement bavarois a approuvé l'entrée de Heine dans ce « panthéon », qu'il avait lui-même qualifié, de façon ironique, de « cimetière pour crânes de marbre ».

### Réception controversée jusqu'après-guerre
Durant le Troisième Reich, les œuvres de Heine furent interdites et furent victimes des autodafés de 1933. Après-guerre, le germaniste Walter Arthur Berendsohn affirma que La Loreley de Heine était parue dans des manuels de la période nazie avec la mention « poète : inconnu ». Theodor W. Adorno contribua à diffuser cette assertion, cependant cela n'a toujours pas été attesté aujourd'hui. En janvier 1943, à Paris, parut chez Stock en deux volumes une anthologie de la poésie allemande d'où Heine est absent.
Même après 1945 la perception de Heine et de son œuvre en Allemagne est restée ambivalente et objet de multiples conflits, auxquels contribua notamment la division de l'Allemagne. Alors que dans la République fédérale d'Allemagne du temps d'Adenauer Heine était plutôt reçu avec réserves et tout au plus comme un poète romantique, la RDA se l'était approprié plutôt rapidement, conformément au concept d'« héritage culturel », et s'efforçait de populariser son œuvre. C'étaient, en fait, surtout Allemagne. Un conte d'hiver et ses liens avec Karl Marx qui étaient au centre de cet intérêt. Le premier congrès scientifique international consacré à Heine fut organisé à Weimar, en 1956, année de commémoration de sa mort. La même année parut, pour la première fois, l'édition de ses œuvres en cinq volumes dans la Bibliothek Deutscher Klassiker chez Aufbau-Verlag. Le germaniste est-allemand Hans Kaufmann livra en 1967 la monographie de Heine, aujourd'hui encore la plus importante de l'après-guerre.
En 1956, à Dusseldorf, la Heinrich-Heine-Gesellschaft (de) fut certes fondée à l'occasion du centième anniversaire de sa mort. Mais ce n'est que dans les années 1960 que l'intérêt pour Heine se fit également sentir en RFA. Dusseldorf, sa ville de naissance, s'imposa peu à peu comme le centre de la recherche ouest-allemande sur Heine. À partir des archives sur Heine se développa progressivement l'Institut Heinrich-Heine avec des archives, une bibliothèque et un musée. Depuis 1962 paraît régulièrement le Heine-Jahrbuch (de), qui est devenu le forum international de la recherche sur Heine. Par ailleurs, depuis 1972 la ville de Dusseldorf décerne le Prix Heinrich Heine. Le débat autour de Heine persista cependant. Le projet de donner à l'université de Dusseldorf le nom du plus important poète que la ville ait jamais donné, fut l'occasion d'un conflit de près de 20 ans. Ce n'est que depuis 1989 que l'université s'appelle Heinrich-Heine-Universität.

### L'image de Heine aujourd'hui
Indépendamment des hommages officiels, l'écrivain politique Heinrich Heine connaît un regain d'intérêt auprès des jeunes chercheurs et des lecteurs politiquement engagés - phénomène accéléré par le mouvement étudiant de 1968. L'organisation en 1972 de deux congrès concurrents consacrés à Heine montre clairement que la RFA a rattrapé la RDA en matière de réception de l'œuvre de Heine. Autre conséquence de cette concurrence germano-allemande, les premiers volumes de deux éditions critiques et historiques de grande envergure paraissent de façon quasi simultanée : la Düsseldorfer Heine-Ausgabe (de) et la Heine-Säkularausgabe (de) à Weimar.
Dans les années 1980, le conflit autour de Heine, fortement idéologique, s'apaise sensiblement et tend à une certaine « normalisation ». La recherche se tourne vers des aspects jusqu'alors négligés, comme l'œuvre tardive de Heine. Son œuvre prend une place grandissante dans les programmes de lecture et d'enseignement des écoles et des universités, ce qui a conduit également à une augmentation significative de la littérature à vocation didactique sur Heine. La renaissance heinienne a atteint son apogée temporaire avec les nombreuses manifestations organisées en 1997, à l'occasion du bicentenaire de sa naissance.
En dépit de débats idéologiques et scientifiques, la poésie de Heine, tout particulièrement, jouit d'une popularité intacte. Ses poèmes romantiques et souvent proche du style du Volkslied, les poèmes de Heine sont mis en musique (voir ci-dessous) - en premier lieu le Livre des Chants. Au théâtre, en revanche, les propres pièces de Heine sont peu présentes. Par contre, lors de l'année Heine, en 1997, Tankred Dorst a fait du poète l'objet d'une pièce : Harrys Kopf.

### Perception par les écrivains et les journalistes
De nombreux écrivains du XIXe et XXe se sont emparés de l'œuvre de Heine, parmi eux les grands romanciers Theodor Fontane et Thomas Mann. Comme Heine, Bertolt Brecht et Kurt Tucholsky ont osé l'équilibre délicat entre poésie et politique. Les lauréats du Prix Heine Wolf Biermann et Robert Gernhardt se situent également dans la tradition de Heine. En 1979, Biermann, par exemple, a dédié à son modèle le chant Au cimetière de Montmartre. Dans une diction typique de Heine, on peut y lire :
« Sous le marbre blanc gèlent
Dans l'exil ses ossements
Avec lui repose là madame Mathilde
Aussi n'y gèle-t-il pas seul. »
Gernhardt a également parodié, dans son recueil Klappaltar de 1997, le style de Heine et son poème Loreley, pour attirer l'attention sur l'absence de l'œuvre du poète dans les écoles allemandes jusqu'en plein XXe. Après le premier vers (tiré de la Loreley) « Je ne sais ce que cela signifie », il énonce les préjugés que sa génération, influencée par Karl Kraus, a nourri à l'encontre de Heine, et ce depuis « le tout jeune temps de l'école ». Il conclut :
« Heine est nul, apparemment,
S'est dit alors l'élève.
C'est ce qu'avec son chant
Le professeur Kraus a fait. »
Le style de la prose de Heine imprègne le journalisme, en particulier les pages culturelles, encore aujourd'hui. Beaucoup de notions portant son empreinte sont entrées dans la langue allemande courante, telles que le mot « Fiasko », emprunté au français, ou que la métaphore « Vorschusslorbeeren » (éloges anticipés) qu'il utilise dans son poème contre Platen.

### Perception de Heine dans le monde
Si Heine a longtemps été rejeté en Allemagne à cause de ses origines juives, en Israël il reste aujourd'hui controversé pour s'être détourné du judaïsme. On a ainsi assisté à un débat à Tel Aviv entre juifs séculaires et orthodoxes à propos de la dénomination d'une rue en hommage à Heine. Alors que les uns voient en lui une figure majeure du judaïsme, les autres jugent sa conversion au christianisme impardonnable. C'est finalement une rue isolée située dans une zone industrielle qui a été baptisée de son nom, au lieu d'une rue à proximité de l'université, comme le proposaient les défenseurs de Heine. L'hebdomadaire de Tel Aviv Ha'ir (en) a à l'époque ironisé sur « l'exil de la rue Heine », dans lequel la vie du poète se reflétait symboliquement. Depuis lors d'autres rues portent le nom de Heine, à Jérusalem et Haifa. Une société Heine est également active en Israël.
La perception de Heine dans le reste du monde fut pour l'essentiel sans heurts. Heine a été l'un des premiers auteurs allemands dont l'œuvre ait pu être lue dans toutes les langues. Ainsi s'explique l'influence qu'il a exercée sur les autres littératures nationales. En plus de la France, en Angleterre, en Europe de l'Est et en Asie il jouit d'une reconnaissance toute particulière.
En URSS le poète Mikhaïl Svetlov dont les figures de style et les constructions ressemblent quelquefois à celles de Heine, reçoit le surnom de Heine rouge, comme en témoigne notamment le poème satirique Proletarskim poetam (Послание пролетарским поэтам, 1926) de Vladimir Maïakovski.

## Heine et la musique
Heinrich Heine ne jouait d'aucun instrument de musique et était également profane en matière de théorie de la musique. Mais puisque, selon sa compréhension des choses artistiques, il n'y avait aucune frontière entre les différentes formes d'art, il commenta en tant que journaliste - par exemple, dans le Augsburger Allgemeine Zeitung -, bon nombre de représentations et d'œuvres musicales de son époque, parmi lesquelles quelques-unes de renommée internationale composées par Giacomo Meyerbeer, Hector Berlioz, Robert Schumann, Franz Liszt ou encore Richard Wagner.
Son intérêt pour la musique transparaît également dans sa poésie, par exemple dans le poème ironique De la téléologie :
« Des oreilles, Dieu nous en donna deux,
Pour écouter les chefs-d'œuvre
De Mozart, Gluck et Haydn -
S'il n'y avait eu que les coliques musicales
Et les sonorités hémorroïdales
Du grand Meyerbeer,
Une oreille déjà aurait suffi ! »
Malgré ses lacunes théoriques dans le domaine de la musique, beaucoup de compositeurs et interprètes de son temps accordaient de l'importance à son opinion, vraisemblablement parce qu'ils lui reconnaissaient, en tant que poète, une certaine compétence en matière musicale. Il serait cependant incorrect de considérer Heine comme un critique musical. Il était conscient des limites de ses compétences dans le domaine et écrivait toujours en tant que feuilletoniste, abordant la thématique d'une pièce de façon subjective et intuitive.
Plus importantes encore que les propos de Heine sur la musique sont les adaptations de beaucoup de ses œuvres par des compositeurs. La première date de 1825, avec la mise en musique par Carl Friedrich Curschmann du poème Gekommen ist der Maie (Le mois de mai est arrivé).
Dans son ouvrage Heine in der Musik. Bibliographie der Heine-Vertonungen, Günter Metzner établit la liste chronologique de toutes les adaptations musicales des poèmes de Heine. Pour l'année 1840, il répertorie 14 musiciens, qui ont composé 71 pièces à partir d'œuvres de Heine. Quatre ans plus tard, ce sont déjà plus de 50 compositeurs et 159 œuvres. La raison de cette augmentation rapide fût sans doute la publication du recueil Nouveaux poèmes chez Campe. Le nombre des mises en musique des œuvres de Heine atteignit son apogée presque 30 ans après la mort du poète, en 1884 - avec 1 093 pièces par 538 musiciens et compositeurs. Jamais auparavant ni plus jamais après, un seul poète ne vit ses œuvres être à l'origine d'autant de compositions musicales en une seule année. Au total, la biographie de Metzner recense 6 833 adaptations de Heine, parmi lesquelles celles de Franz Schubert, Robert et Clara Schumann, Johannes Brahms, Felix Mendelssohn, Franz Liszt, Richard Wagner, Piotr Ilitch Tchaikovski, Alexander Borodin, Wendelin Weißheimer, Alma Mahler-Werfel et Charles Ives. Entre autres, le Liederkreis (Op. 24) et le Dichterliebe (Op. 48) de Schumann, ainsi que le Schwanengesang (D 957) de Franz Schubert appartiennent au répertoire régulier des salles de concert du monde entier. L'adaptation musicale de Heine la plus populaire en Allemagne est sans doute La Lorelei de Friedrich Silcher.
Comme Schumann, Richard Wagner, qui entretint, à Paris, des relations amicales avec Heine, adapta également le poème faisant l'apologie de Napoléon Les grenadiers, toutefois dans une traduction française. Un récit tiré de Mémoires de Monsieur de Schnabelewopski de Heine inspira Wagner pour son opéra Le vaisseau fantôme (Le Hollandais volant.)
L'importance de Heine pour la création musicale perdura jusqu'à la Première Guerre mondiale. Par la suite, l'antisémitisme croissant fit considérablement retomber le « boom Heine », jusqu'à ce qu'il cesse tout à fait au temps du national-socialisme en Allemagne. En 1972, encore, la chanteuse de « Schlager » et de variété, Katja Ebstein fut très critiquée par les conservateurs, pour avoir sorti un album avec des chants de Heinrich Heine. Aujourd'hui, musiciens et compositeurs s'emparent à nouveau de l'œuvre de Heine, parmi eux également des compositeurs d'opéra comme Günter Bialas (de), dont l'opéra Aus der Matratzengruft (de) a été donné pour la première fois en 1992.

## Publications

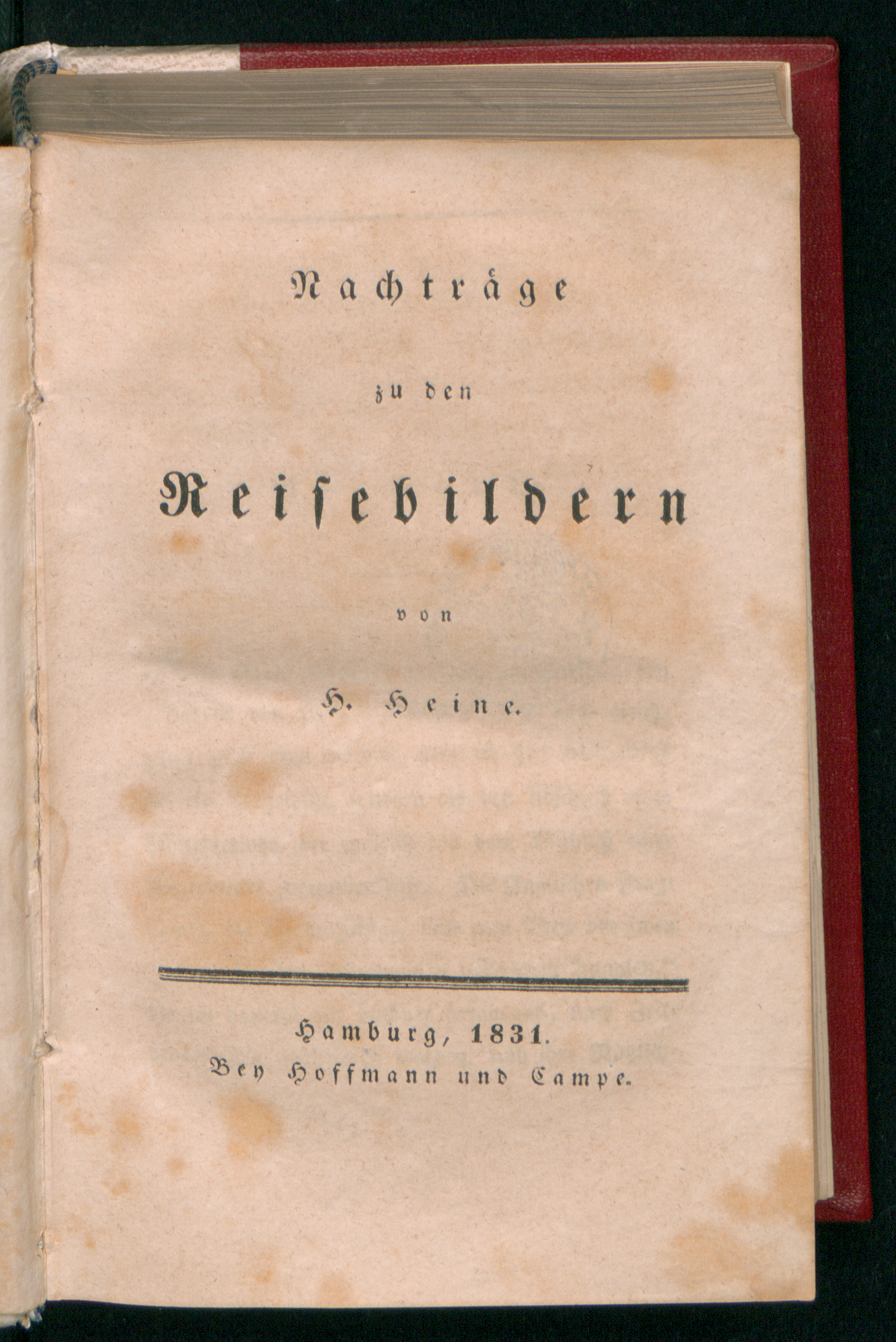
Reisebilder, 1831.

### Anthumes
- Gedichte (Poèmes), 1821.
- Intermezzo lyrique, 1822-1823, traduction de Gérard de Nerval[Quand ?].
  - Traduction en français de L'Intermezzo, de Albert Mérat avec Léon Valade, 1868.
- Tragödien, nebst einem lyrischen Intermezzo, F. Dümmler, Berlin, 1823. (contient William Ratcliff, Almansor et Lyrisches Intermezzo)
- Reisebilder (Tableaux de voyage), Hoffmann und Campe, Hambourg, 1826-31.
- Die Harzreise (Le Voyage dans le Harz), 1826.
- Ideen, das Buch le Grand (Idées : le livre de Le Grand), 1827.
- Englische Fragmente (Fragments anglais), 1827.
- Buch der Lieder, Hoffmann und Campe, Hambourg, 1827.
- Französische Zustände (Particularités françaises), Heideloff und Campe, Leipzig, 1833.
- Zur Geschichte der neueren schönen Literatur in Deutschland (De l'histoire de la nouvelle et belle littérature en Allemagne), Heideloff und Campe, Paris/Leipzig, 1833.
- De l'Allemagne (sur Gallica), essai de critique littéraire visant à faire connaître la culture allemande en France, d'abord paru en français sous ce titre en 1834 dans la Revue des Deux-Mondes (2e partie ici, avec article v. Wikisource) et en 1835 à la Librairie de Renduel (v. BnF catalogue); puis en Allemagne sous le titre Zur Geschichte der Religion und Philosophie in Deutschland (autres titres français: La religion et la philosophie en Allemagne, Histoire de la religion et de la philosophie en Allemagne).
- Die romantische Schule (L'École romantique), Hoffmann und Campe, Hambourg, 1836.
- Der Salon (Le Salon), Hoffmann und Campe, Hambourg, 1836-40.
- Le Rabbin de Bacharach, 1840.
- Shakspeares Maedchen und Frauen, Brockhaus und Avenarius, Leipzig, 1839.
- Über Ludwig Börne (À propos de Ludwig Börne), Hoffmann und Campe, Hambourg, 1840.
- Neue Gedichte (Poèmes tardifs), Hoffmann und Campe, Hambourg,1846.
- Deutschland. Ein Wintermärchen (Allemagne - Un conte d'Hiver), Hoffmann und Campe, Hambourg, 1844.
- Atta Troll. Ein Sommernachtstraum (Atta Troll - Un Songe d'une nuit d'été), 1847
- Romanzero, Hoffmann und Campe, Hambourg, 1851.
- Der Doktor Faust (Le Docteur Faust), Hoffmann und Campe, Hambourg, 1851.
- Les Dieux en exil, A. Lebègue, Bruxelles, 1853.
- Lutezia, 1854.

### Posthumes
- Letzte Gedichte und Gedanken (Dernières pensées et poèmes), 1869.
- Mémoires de Henri Heine (traduction de J. Bourdeau) - posthume, Paris, Calmann-Lévy, 1884.
- Mémoires et Aveux, 1887.
- Les rats, traduit par Émile Straus, illustré par Jossot, musique de Baudot, édition de La Critique, 1900[79].
- Écrits juifs, trad. fr. Louis Laloy, Paris, Éditions du Sandre, 232 p., 2006  (ISBN 978-2914958516)
- Lutèce, suivi de Lettres sur la vie politique, artistique et sociale de France, précédé d'une présentation de Patricia Baudouin, La Fabrique, 2008.
- Le Tambour Legrand. Idées, précédé d'une étude sur Heine par Théophile Gautier, dessins de Jochen Stücke (de), avec un essai de Georges-Arthur Goldschmidt et une postface de Sylvie Le Ray-Burimi, Paris, Prodromus, 2017.
- La Loreley (édition de Pascale Roux). Rassemble les 41 traductions en français, parues de 1854 à 2020, du poème de Henri Heine, Paris, Éditions La Pionnière, 2020.

#### En français
- Augustin Cabanès, Grands névropathes, t. 3, Paris, Albin Michel, 1935, 382 p. (lire en ligne), « Henri Heine », p. 37-72.
- Armand Colin, « Heine le médiateur », in Romantisme 2002 no 101 [lire en ligne]
- Gerhard Höhn, Heinrich Heine : un intellectuel moderne. Paris, Presses universitaires de France, 1994, 190 p.  (ISBN 2-13-045817-3).
- Marie-Ange Maillet, Heinrich Heine, Paris, Belin, coll. Voix allemandes, 2006, 223 p.
- Camille Mauclair, La vie humiliée de Henri Heine, Paris, Plon, coll. Le roman des grandes existences no 32, 1930.
- Eugène de Mirecourt: Henri Heine, Paris, G. Havard, 1856, 96 p. lire en ligne sur Gallica.
- François Fejtö, Henri Heine : biographie, Paris, Olivier Orban, 1981 [réédition d'où ouvrage publié en 1946].
- Michael Werner et Jan-Christoph Hauschild, Heinrich Heine : une biographie, trad. de Stéphane Pesnel, Seuil, 2001 [voir critique ici)
- Norbert Waszek, « L'excursion panthéiste dans l'Histoire de la religion et de la philosophie en Allemagne (1834/35) de Heinrich Heine" », in : Dieu et la nature : la question du panthéisme dans l'idéalisme allemand, éd. par Christophe Bouton, Hildesheim, Olms, coll. Europaea Memoria, 2005, p. 159-178  (ISBN 3-487-12834-9).
- Lucien Calvié, Le Soleil de la liberté : Henri Heine (1797-1856), l’Allemagne, la France et les révolutions, Paris, Presses de l’université Paris-Sorbonne (PUPS), 2006,  (ISBN 2-84050-437-5).
- Lucien Calvié, Heine/Marx : révolution, libéralisme, démocratie et communisme, Uzès, Inclinaison, 2013,  (ISBN 978-2-916942-38-4).
- Heine à Paris : témoin et critique de la vie culturelle française, sous la direction de Marie-Ange Maillet et Norbert Waszek, Paris, Éd. de l'Éclat, 2014  (ISBN 978-2-84162-302-0).
- Norbert Waszek, « Heine et les périodiques français », in : Europe : revue littéraire mensuelle, 2015 93e année No 1036-1037 p. 99-110  (ISSN 0014-2751).

#### En allemand
- (de) Dietmar Goltschnigg et Hartmut Steinecke (de) (dir.), Heine und die Nachwelt. Geschichte seiner Wirkung in den deutschsprachigen Ländern, Berlin, Schmidt, 2006–2011
  -  tome 1  (ISBN 978-3-503-07989-6) 
  -  tome 2  (ISBN 978-3-503-07992-6) 
  -  tome 3  (ISBN 978-3-503-07993-3)
- (de) Jan-Christoph Hauschild (de) et Michael Werner, Der Zweck des Lebens ist das Leben selbst. Heinrich Heine. Eine Biographie, Cologne, Kiepenheuer & Witsch, 1997, nouvelle édition en 2005 chez Zweitausendeins,  (ISBN 978-3-86150-739-0)
- (de) Ernst Pawel, Der Dichter stirbt. Heinrich Heines letzte Jahre in Paris, Berlin, Berlin Verlag, 1997, 239 p. (ISBN 3-8270-0233-8)
- (de) Marcel Reich-Ranicki, Der Fall Heine, Stuttgart, DVA, 1997 et chez dtv, à Munich en 2000,  (ISBN 3-423-12774-0)
- (de) Gerhard Höhn (de): Heine-Handbuch. Zeit, Person, Werk. 3., überarb. u. erw. Auflage. Metzler, Stuttgart 2004  (ISBN 3-476-01965-9).
- (de) Bernd Kortländer: Heinrich Heine. Reclam, Stuttgart 2003  (ISBN 3-15-017638-7).
- (de) Ralf Schnell (de): Heinrich Heine zur Einführung. Junius, Hamburg 1996  (ISBN 3-88506-930-X).
- (de) Heinrich Heine Leben und Werk, Ausgewählt von Mathias Bertram (de), mit der Biographie »Heinrich Heine« von Jan-Christoph Hauschild und Michael Werner und der Monographie »Bei den Wassern Babels. Heinrich Heine – Jüdischer Schriftsteller in der Moderne« von Klaus Briegleb, Directmedia Publishing (de), Berlin 2005, CD–ROM, Digitale Bibliothek 7,  (ISBN 3-89853-907-5).
- (de) Max Brod: Heinrich Heine (Biographie). Allert de Lange, Amsterdam 1934. (Neuausgabe: Heinrich Heine. Biographie (= Max Brod: Ausgewählte Werke.) Mit einem Vorwort von Anne Weber. Wallstein, Göttingen 2015,  (ISBN 978-3-8353-1340-8))
- (de) Volker Ebersbach (de): Der träumerische Rebell Heinrich Heine: Anekdoten. Boldt-Literaturverlag, Winsen/Luhe/ Weimar 1997,  (ISBN 3-928788-18-3).
- (de) Herbert Eulenberg: Heinrich Heine. Aufbau Verlag, Berlin 1947.
- (de) Eberhard Galley (de), « Heine, Christian Johann Heinrich », dans Neue Deutsche Biographie (NDB), vol. 8, Berlin, Duncker & Humblot, 1969, p. 286–291 (original numérisé).
- (de) Eberhard Galley: Heinrich Heine (1797–1856). In: Bernhard Poll (Hrsg.): Rheinische Lebensbilder. Band 4. Rheinland Verlag, Köln 1970, S. 175–190.
- (de) Walter Grab (de): Heinrich Heine als politischer Dichter. Büchergilde Gutenberg, Frankfurt 1992,  (ISBN 3-7632-4016-0).
- (de) Elvira Grözinger (de): Heinrich Heine. Deutscher Dichter, streitbarer Publizist, politischer Emigrant. Hentrich & Hentrich, Berlin 2006,  (ISBN 3-938485-15-9).
- (de) Wolfgang Hädecke (de): Heinrich Heine – Eine Biographie. Rowohlt, Reinbek 1989,  (ISBN 3-499-15975-9).
- (de) Jan-Christoph Hauschild (de), Michael Werner: Der Zweck des Lebens ist das Leben selbst. Heinrich Heine. Eine Biographie. Kiepenheuer & Witsch, Köln 1997,  (ISBN 3-462-02644-5). (TB, Berlin Ullstein 1999: erweiterte Neuausgabe, Hardcover, Zweitausendeins, Frankfurt 2005,  (ISBN 3-86150-739-0))
- (de) Maximilian Heine (de): Erinnerungen an Heinrich Heine und seine Familie. Berlin 1868.
- (de) Jost Hermand (de): Heinrich Heine. Kritisch. Solidarisch. Umstritten. Böhlau Verlag, Köln 2007,  (ISBN 978-3-412-12206-5).
- (de) Rolf Hosfeld (de): Heinrich Heine – Die Erfindung des europäischen Intellektuellen, Biographie. Siedler Verlag, München 2014,  (ISBN 978-3-88680-999-8).
- (de) Joseph Anton Kruse (de): Heinrich Heine. (= BasisBiographien. 7). Suhrkamp, Frankfurt am Main 2005,  (ISBN 3-518-18207-2).
- (de) Karl-Josef Kuschel (de): Gottes grausamer Spaß? Heinrich Heines Leben mit der Katastrophe. Patmos, Düsseldorf 2002,  (ISBN 3-491-70350-6).
- (de) Christian Liedtke (de): Heinrich Heine. Rowohlt, Reinbek b. Hamburg 2006, 3. Auflage 2017,  (ISBN 3-499-50685-8).
- (de) Walther Müller-Jentsch (de): Adornos ambivalente Heine-Rezeption. In: Heine-Jahrbuch 2019, S. 93–99.
- (de) Josef Rattner (de), Gerhard Danzer: Heinrich Heine – Ein Sänger der Freiheit, auch für Eros und Sexus. In: Eros und Sexus – Ihre Befreier von 1500 bis 2000. Königshausen & Neumann, Würzburg 2007,  (ISBN 978-3-8260-3703-0), S. 81–94.
- Marcel Reich-Ranicki: Der Fall Heine. DVA, Stuttgart 1997, sowie dtv, München 2000,  (ISBN 3-423-12774-0).
- (de) Renate Stauf, Cord-Friedrich Berghahn (Hrsg.): Poetische Zeitgenossenschaft. Heine-Studien. Universitätsverlag Winter, Heidelberg 2015,  (ISBN 978-3-8253-6565-3).
- Hartmut Steinecke (de): Heinrich Heine im Dritten Reich und im Exil. Schöningh, Paderborn 2008,  (ISBN 978-3-506-76688-5).
- Manfred Windfuhr (de): Heinrich Heine. Revolution und Reflexion. Metzler, Stuttgart 1969.

### Filmographie
- Dans La Salamandre (1971) du réalisateur suisse Alain Tanner, un texte de Heinrich Heine est lu de la 67e à la 68e minute : "[...] Une nouvelle génération se lèvera, engendrée dans des embrassements librement choisis, et non plus sur une couche de corvée et sous le contrôle de percepteurs du clergé [...]". Il est tiré du Voyage de Munich à Gênes, 1828 (dans H. Heine, Reisebilder = Tableaux de voyage, nouvelle éd., Paris 1856, vol. 2, p. 104).
- Dans son long métrage La Femme-enfant (1980), l'écrivain et réalisatrice Raphaële Billetdoux rend hommage à Heinrich Heine en abordant une de ses œuvres Die Harzreise (Le Voyage dans le Harz), 1826.

### Musiciens
Rosalind Ellicott a mis en musique les poèmes Die blauen Frühlingsaugen, Aus meinen Thränen et Verlust.